# Llista d'asteroides (355001-356000)
Llista d'asteroides del 355.001 al 356.000, amb data de descoberta i descobridor. És un fragment de la llista d'asteroides completa. Als asteroides se'ls dona un número quan es confirma la seva òrbita, per tant apareixen llistats aproximadament segons la data de descobriment.

## 355001-355100
| Nom           | Designació provisional | Data de descobriment   | Lloc de descobriment | Descobridor/s        |
| ------------- | ---------------------- | ---------------------- | -------------------- | -------------------- |
| 355001        | 2006 QK19              | 17 d'agost de 2006     | Palomar              | NEAT                 |
| 355002        | 2006 QB20              | 18 d'agost de 2006     | Anderson Mesa        | LONEOS               |
| 355003        | 2006 QM20              | 18 d'agost de 2006     | Anderson Mesa        | LONEOS               |
| 355004        | 2006 QO30              | 21 d'agost de 2006     | Socorro              | LINEAR               |
| 355005        | 2006 QT30              | 22 d'agost de 2006     | Palomar              | NEAT                 |
| 355006        | 2006 QY30              | 21 d'agost de 2006     | Socorro              | LINEAR               |
| 355007        | 2006 QP31              | 23 d'agost de 2006     | Pla D'Arguines       | R. Ferrando          |
| 355008        | 2006 QT43              | 18 d'agost de 2006     | Kitt Peak            | Spacewatch           |
| 355009        | 2006 QJ45              | 19 d'agost de 2006     | Kitt Peak            | Spacewatch           |
| 355010        | 2006 QN46              | 20 d'agost de 2006     | Palomar              | NEAT                 |
| 355011        | 2006 QC80              | 24 d'agost de 2006     | Palomar              | NEAT                 |
| 355012        | 2006 QN80              | 24 d'agost de 2006     | Palomar              | NEAT                 |
| 355013        | 2006 QE82              | 24 d'agost de 2006     | Haleakala            | NEAT                 |
| 355014        | 2006 QX87              | 27 d'agost de 2006     | Kitt Peak            | Spacewatch           |
| 355015        | 2006 QC103             | 19 d'agost de 2006     | Kitt Peak            | Spacewatch           |
| 355016        | 2006 QC104             | 27 d'agost de 2006     | Kitt Peak            | Spacewatch           |
| 355017        | 2006 QS108             | 28 d'agost de 2006     | Catalina             | CSS                  |
| 355018        | 2006 QE113             | 24 d'agost de 2006     | Socorro              | LINEAR               |
| 355019        | 2006 QY115             | 27 d'agost de 2006     | Anderson Mesa        | LONEOS               |
| 355020        | 2006 QH116             | 27 d'agost de 2006     | Anderson Mesa        | LONEOS               |
| 355021        | 2006 QM137             | 31 d'agost de 2006     | Eskridge             | Eskridge             |
| 355022 Triman | 2006 QW142             | 31 d'agost de 2006     | Ottmarsheim          | C. Rinner            |
| 355023        | 2006 QP145             | 18 d'agost de 2006     | Kitt Peak            | Spacewatch           |
| 355024        | 2006 QD150             | 19 d'agost de 2006     | Kitt Peak            | Spacewatch           |
| 355025        | 2006 QC168             | 30 d'agost de 2006     | Anderson Mesa        | LONEOS               |
| 355026        | 2006 QE169             | 31 d'agost de 2006     | Crni Vrh             | Crni Vrh             |
| 355027        | 2006 QO182             | 28 d'agost de 2006     | Apache Point         | A. C. Becker         |
| 355028        | 2006 QM187             | 18 d'agost de 2006     | Palomar              | NEAT                 |
| 355029        | 2006 RH                | 1 de setembre de 2006  | Ottmarsheim          | C. Rinner            |
| 355030        | 2006 RR2               | 12 de setembre de 2006 | Socorro              | LINEAR               |
| 355031        | 2006 RG21              | 15 de setembre de 2006 | Kitt Peak            | Spacewatch           |
| 355032        | 2006 RQ24              | 25 de maig de 2006     | Mount Lemmon         | Mt. Lemmon Survey    |
| 355033        | 2006 RC26              | 14 de setembre de 2006 | Kitt Peak            | Spacewatch           |
| 355034        | 2006 RT45              | 14 de setembre de 2006 | Kitt Peak            | Spacewatch           |
| 355035        | 2006 RV45              | 14 de setembre de 2006 | Kitt Peak            | Spacewatch           |
| 355036        | 2006 RT65              | 14 de setembre de 2006 | Catalina             | CSS                  |
| 355037        | 2006 RA67              | 15 de setembre de 2006 | Kitt Peak            | Spacewatch           |
| 355038        | 2006 RF77              | 15 de setembre de 2006 | Kitt Peak            | Spacewatch           |
| 355039        | 2006 RS98              | 15 de setembre de 2006 | Kitt Peak            | Spacewatch           |
| 355040        | 2006 RZ99              | 14 de setembre de 2006 | Palomar              | NEAT                 |
| 355041        | 2006 RR110             | 19 de setembre de 2006 | Kitt Peak            | Spacewatch           |
| 355042        | 2006 RU114             | 14 de setembre de 2006 | Mauna Kea            | J. Masiero           |
| 355043        | 2006 SG3               | 16 de setembre de 2006 | Anderson Mesa        | LONEOS               |
| 355044        | 2006 SU8               | 17 de setembre de 2006 | Socorro              | LINEAR               |
| 355045        | 2006 SZ17              | 17 de setembre de 2006 | Kitt Peak            | Spacewatch           |
| 355046        | 2006 SO19              | 18 de setembre de 2006 | Siding Spring        | Siding Spring Survey |
| 355047        | 2006 SR23              | 29 d'agost de 2006     | Kitt Peak            | Spacewatch           |
| 355048        | 2006 SF55              | 18 de setembre de 2006 | Catalina             | CSS                  |
| 355049        | 2006 SG61              | 19 de setembre de 2006 | Catalina             | CSS                  |
| 355050        | 2006 SG67              | 19 de setembre de 2006 | Kitt Peak            | Spacewatch           |
| 355051        | 2006 SJ70              | 19 de setembre de 2006 | Kitt Peak            | Spacewatch           |
| 355052        | 2006 SM95              | 18 de setembre de 2006 | Kitt Peak            | Spacewatch           |
| 355053        | 2006 SR99              | 18 de setembre de 2006 | Kitt Peak            | Spacewatch           |
| 355054        | 2006 SW105             | 15 de setembre de 2006 | Kitt Peak            | Spacewatch           |
| 355055        | 2006 SO123             | 28 d'agost de 2006     | Lulin                | Lulin                |
| 355056        | 2006 SR144             | 19 de setembre de 2006 | Kitt Peak            | Spacewatch           |
| 355057        | 2006 SU152             | 19 de setembre de 2006 | Kitt Peak            | Spacewatch           |
| 355058        | 2006 SJ156             | 23 de setembre de 2006 | Kitt Peak            | Spacewatch           |
| 355059        | 2006 SJ159             | 23 de setembre de 2006 | Kitt Peak            | Spacewatch           |
| 355060        | 2006 SA167             | 25 de setembre de 2006 | Kitt Peak            | Spacewatch           |
| 355061        | 2006 SN172             | 25 de setembre de 2006 | Kitt Peak            | Spacewatch           |
| 355062        | 2006 SE181             | 25 de setembre de 2006 | Mount Lemmon         | Mt. Lemmon Survey    |
| 355063        | 2006 SZ191             | 26 de setembre de 2006 | Mount Lemmon         | Mt. Lemmon Survey    |
| 355064        | 2006 SF194             | 26 de setembre de 2006 | Kitt Peak            | Spacewatch           |
| 355065        | 2006 SE195             | 26 de setembre de 2006 | Mount Lemmon         | Mt. Lemmon Survey    |
| 355066        | 2006 SJ199             | 15 de setembre de 2006 | Kitt Peak            | Spacewatch           |
| 355067        | 2006 SD209             | 18 de setembre de 2006 | Catalina             | CSS                  |
| 355068        | 2006 SC219             | 27 de setembre de 2006 | Kitt Peak            | Spacewatch           |
| 355069        | 2006 SA221             | 25 de setembre de 2006 | Mount Lemmon         | Mt. Lemmon Survey    |
| 355070        | 2006 SV222             | 25 de setembre de 2006 | Mount Lemmon         | Mt. Lemmon Survey    |
| 355071        | 2006 SS229             | 26 de setembre de 2006 | Kitt Peak            | Spacewatch           |
| 355072        | 2006 SQ241             | 26 de setembre de 2006 | Mount Lemmon         | Mt. Lemmon Survey    |
| 355073        | 2006 SL255             | 16 de setembre de 2006 | Kitt Peak            | Spacewatch           |
| 355074        | 2006 ST262             | 26 de setembre de 2006 | Mount Lemmon         | Mt. Lemmon Survey    |
| 355075        | 2006 SJ264             | 26 de setembre de 2006 | Kitt Peak            | Spacewatch           |
| 355076        | 2006 SP268             | 26 de setembre de 2006 | Kitt Peak            | Spacewatch           |
| 355077        | 2006 SK285             | 28 de setembre de 2006 | Catalina             | CSS                  |
| 355078        | 2006 SE304             | 27 de setembre de 2006 | Mount Lemmon         | Mt. Lemmon Survey    |
| 355079        | 2006 SA311             | 17 de setembre de 2006 | Kitt Peak            | Spacewatch           |
| 355080        | 2006 SR319             | 27 de setembre de 2006 | Kitt Peak            | Spacewatch           |
| 355081        | 2006 SO341             | 28 de setembre de 2006 | Kitt Peak            | Spacewatch           |
| 355082        | 2006 SF342             | 28 de setembre de 2006 | Kitt Peak            | Spacewatch           |
| 355083        | 2006 SK347             | 28 de setembre de 2006 | Kitt Peak            | Spacewatch           |
| 355084        | 2006 SZ347             | 28 de setembre de 2006 | Kitt Peak            | Spacewatch           |
| 355085        | 2006 SG378             | 18 de setembre de 2006 | Apache Point         | A. C. Becker         |
| 355086        | 2006 SQ384             | 29 de setembre de 2006 | Apache Point         | A. C. Becker         |
| 355087        | 2006 SS392             | 26 de setembre de 2006 | Kitt Peak            | Spacewatch           |
| 355088        | 2006 SO399             | 17 de setembre de 2006 | Kitt Peak            | Spacewatch           |
| 355089        | 2006 SX401             | 25 de setembre de 2006 | Catalina             | CSS                  |
| 355090        | 2006 SU406             | 19 de setembre de 2006 | Catalina             | CSS                  |
| 355091        | 2006 SD409             | 30 de setembre de 2006 | Mount Lemmon         | Mt. Lemmon Survey    |
| 355092        | 2006 TX                | 1 d'octubre de 2006    | Great Shefford       | P. Birtwhistle       |
| 355093        | 2006 TL12              | 4 d'octubre de 2006    | Mount Lemmon         | Mt. Lemmon Survey    |
| 355094        | 2006 TQ14              | 11 d'octubre de 2006   | Kitt Peak            | Spacewatch           |
| 355095        | 2006 TO29              | 12 d'octubre de 2006   | Kitt Peak            | Spacewatch           |
| 355096        | 2006 TE46              | 12 d'octubre de 2006   | Kitt Peak            | Spacewatch           |
| 355097        | 2006 TZ47              | 12 d'octubre de 2006   | Kitt Peak            | Spacewatch           |
| 355098        | 2006 TB51              | 12 d'octubre de 2006   | Kitt Peak            | Spacewatch           |
| 355099        | 2006 TK60              | 13 d'octubre de 2006   | Kitt Peak            | Spacewatch           |
| 355100        | 2006 TV85              | 13 d'octubre de 2006   | Kitt Peak            | Spacewatch           |

## 355101-355200
| Nom    | Designació provisional | Data de descobriment   | Lloc de descobriment | Descobridor/s     |
| ------ | ---------------------- | ---------------------- | -------------------- | ----------------- |
| 355101 | 2006 TK87              | 13 d'octubre de 2006   | Kitt Peak            | Spacewatch        |
| 355102 | 2006 TQ89              | 13 d'octubre de 2006   | Kitt Peak            | Spacewatch        |
| 355103 | 2006 TM102             | 28 de setembre de 2006 | Mount Lemmon         | Mt. Lemmon Survey |
| 355104 | 2006 TM126             | 4 d'octubre de 2006    | Mount Lemmon         | Mt. Lemmon Survey |
| 355105 | 2006 TO127             | 2 d'octubre de 2006    | Catalina             | CSS               |
| 355106 | 2006 UR12              | 30 de setembre de 2006 | Mount Lemmon         | Mt. Lemmon Survey |
| 355107 | 2006 UV12              | 17 d'octubre de 2006   | Mount Lemmon         | Mt. Lemmon Survey |
| 355108 | 2006 US30              | 16 d'octubre de 2006   | Kitt Peak            | Spacewatch        |
| 355109 | 2006 UG35              | 16 d'octubre de 2006   | Kitt Peak            | Spacewatch        |
| 355110 | 2006 UR36              | 16 d'octubre de 2006   | Kitt Peak            | Spacewatch        |
| 355111 | 2006 UA45              | 16 d'octubre de 2006   | Kitt Peak            | Spacewatch        |
| 355112 | 2006 UD61              | 19 d'octubre de 2006   | Kitt Peak            | Spacewatch        |
| 355113 | 2006 UY61              | 18 d'octubre de 2006   | Nyukasa              | Nyukasa           |
| 355114 | 2006 UX68              | 16 d'octubre de 2006   | Catalina             | CSS               |
| 355115 | 2006 UP84              | 17 d'octubre de 2006   | Mount Lemmon         | Mt. Lemmon Survey |
| 355116 | 2006 UU85              | 17 d'octubre de 2006   | Kitt Peak            | Spacewatch        |
| 355117 | 2006 UY88              | 17 d'octubre de 2006   | Kitt Peak            | Spacewatch        |
| 355118 | 2006 UZ96              | 18 d'octubre de 2006   | Kitt Peak            | Spacewatch        |
| 355119 | 2006 UN97              | 18 d'octubre de 2006   | Kitt Peak            | Spacewatch        |
| 355120 | 2006 UV110             | 17 de setembre de 2006 | Catalina             | CSS               |
| 355121 | 2006 UM120             | 19 d'octubre de 2006   | Kitt Peak            | Spacewatch        |
| 355122 | 2006 UL126             | 19 d'octubre de 2006   | Kitt Peak            | Spacewatch        |
| 355123 | 2006 UL130             | 19 d'octubre de 2006   | Kitt Peak            | Spacewatch        |
| 355124 | 2006 UE139             | 19 d'octubre de 2006   | Kitt Peak            | Spacewatch        |
| 355125 | 2006 UF142             | 19 d'octubre de 2006   | Kitt Peak            | Spacewatch        |
| 355126 | 2006 UF150             | 20 d'octubre de 2006   | Catalina             | CSS               |
| 355127 | 2006 UN160             | 21 d'octubre de 2006   | Mount Lemmon         | Mt. Lemmon Survey |
| 355128 | 2006 UP178             | 16 d'octubre de 2006   | Catalina             | CSS               |
| 355129 | 2006 UK182             | 16 d'octubre de 2006   | Catalina             | CSS               |
| 355130 | 2006 UL191             | 19 d'octubre de 2006   | Catalina             | CSS               |
| 355131 | 2006 UN192             | 19 d'octubre de 2006   | Catalina             | CSS               |
| 355132 | 2006 UT194             | 20 d'octubre de 2006   | Kitt Peak            | Spacewatch        |
| 355133 | 2006 UK203             | 19 d'octubre de 2006   | Catalina             | CSS               |
| 355134 | 2006 UW204             | 23 d'octubre de 2006   | Palomar              | NEAT              |
| 355135 | 2006 UB206             | 23 d'octubre de 2006   | Kitt Peak            | Spacewatch        |
| 355136 | 2006 UG211             | 23 d'octubre de 2006   | Kitt Peak            | Spacewatch        |
| 355137 | 2006 UN220             | 28 de setembre de 2006 | Kitt Peak            | Spacewatch        |
| 355138 | 2006 UA221             | 17 d'octubre de 2006   | Kitt Peak            | Spacewatch        |
| 355139 | 2006 UR238             | 23 d'octubre de 2006   | Kitt Peak            | Spacewatch        |
| 355140 | 2006 UQ257             | 28 d'octubre de 2006   | Mount Lemmon         | Mt. Lemmon Survey |
| 355141 | 2006 UG272             | 27 d'octubre de 2006   | Mount Lemmon         | Mt. Lemmon Survey |
| 355142 | 2006 UW291             | 16 d'octubre de 2006   | Socorro              | LINEAR            |
| 355143 | 2006 UL304             | 19 d'octubre de 2006   | Kitt Peak            | M. W. Buie        |
| 355144 | 2006 UY330             | 16 d'octubre de 2006   | Apache Point         | A. C. Becker      |
| 355145 | 2006 UZ343             | 26 d'octubre de 2006   | Mauna Kea            | P. A. Wiegert     |
| 355146 | 2006 VP4               | 9 de novembre de 2006  | Kitt Peak            | Spacewatch        |
| 355147 | 2006 VM8               | 11 de novembre de 2006 | Kitt Peak            | Spacewatch        |
| 355148 | 2006 VC15              | 9 de novembre de 2006  | Kitt Peak            | Spacewatch        |
| 355149 | 2006 VX21              | 10 de novembre de 2006 | Kitt Peak            | Spacewatch        |
| 355150 | 2006 VJ26              | 10 de novembre de 2006 | Kitt Peak            | Spacewatch        |
| 355151 | 2006 VJ27              | 10 de novembre de 2006 | Kitt Peak            | Spacewatch        |
| 355152 | 2006 VE38              | 28 d'octubre de 2006   | Kitt Peak            | Spacewatch        |
| 355153 | 2006 VV43              | 13 de novembre de 2006 | Kitt Peak            | Spacewatch        |
| 355154 | 2006 VF55              | 17 d'octubre de 2006   | Mount Lemmon         | Mt. Lemmon Survey |
| 355155 | 2006 VA58              | 11 de novembre de 2006 | Kitt Peak            | Spacewatch        |
| 355156 | 2006 VD66              | 11 de novembre de 2006 | Kitt Peak            | Spacewatch        |
| 355157 | 2006 VR76              | 12 de novembre de 2006 | Mount Lemmon         | Mt. Lemmon Survey |
| 355158 | 2006 VV77              | 12 de novembre de 2006 | Mount Lemmon         | Mt. Lemmon Survey |
| 355159 | 2006 VN78              | 12 de novembre de 2006 | Mount Lemmon         | Mt. Lemmon Survey |
| 355160 | 2006 VR97              | 11 de novembre de 2006 | Kitt Peak            | Spacewatch        |
| 355161 | 2006 VS97              | 11 de novembre de 2006 | Kitt Peak            | Spacewatch        |
| 355162 | 2006 VC103             | 12 de novembre de 2006 | Mount Lemmon         | Mt. Lemmon Survey |
| 355163 | 2006 VV112             | 13 de novembre de 2006 | Kitt Peak            | Spacewatch        |
| 355164 | 2006 VP136             | 15 de novembre de 2006 | Kitt Peak            | Spacewatch        |
| 355165 | 2006 VK139             | 11 de novembre de 2006 | Mount Lemmon         | Mt. Lemmon Survey |
| 355166 | 2006 VP169             | 11 de novembre de 2006 | Kitt Peak            | Spacewatch        |
| 355167 | 2006 VR170             | 10 de novembre de 2006 | Kitt Peak            | Spacewatch        |
| 355168 | 2006 WG4               | 19 de novembre de 2006 | Kitt Peak            | Spacewatch        |
| 355169 | 2006 WG7               | 16 de novembre de 2006 | Kitt Peak            | Spacewatch        |
| 355170 | 2006 WG11              | 16 de novembre de 2006 | Socorro              | LINEAR            |
| 355171 | 2006 WQ11              | 16 de novembre de 2006 | Socorro              | LINEAR            |
| 355172 | 2006 WZ12              | 16 de novembre de 2006 | Mount Lemmon         | Mt. Lemmon Survey |
| 355173 | 2006 WG18              | 17 de novembre de 2006 | Mount Lemmon         | Mt. Lemmon Survey |
| 355174 | 2006 WK20              | 17 de novembre de 2006 | Mount Lemmon         | Mt. Lemmon Survey |
| 355175 | 2006 WV47              | 16 de novembre de 2006 | Kitt Peak            | Spacewatch        |
| 355176 | 2006 WA48              | 16 de novembre de 2006 | Mount Lemmon         | Mt. Lemmon Survey |
| 355177 | 2006 WP53              | 16 de novembre de 2006 | Socorro              | LINEAR            |
| 355178 | 2006 WE55              | 16 de novembre de 2006 | Kitt Peak            | Spacewatch        |
| 355179 | 2006 WN73              | 18 de novembre de 2006 | Kitt Peak            | Spacewatch        |
| 355180 | 2006 WR81              | 18 de novembre de 2006 | Kitt Peak            | Spacewatch        |
| 355181 | 2006 WO89              | 18 de novembre de 2006 | Socorro              | LINEAR            |
| 355182 | 2006 WQ92              | 19 de novembre de 2006 | Kitt Peak            | Spacewatch        |
| 355183 | 2006 WT102             | 19 de novembre de 2006 | Kitt Peak            | Spacewatch        |
| 355184 | 2006 WO109             | 11 de novembre de 2006 | Kitt Peak            | Spacewatch        |
| 355185 | 2006 WD111             | 19 de novembre de 2006 | Kitt Peak            | Spacewatch        |
| 355186 | 2006 WX115             | 20 de novembre de 2006 | Mount Lemmon         | Mt. Lemmon Survey |
| 355187 | 2006 WZ139             | 19 de novembre de 2006 | Catalina             | CSS               |
| 355188 | 2006 WM158             | 22 de novembre de 2006 | Socorro              | LINEAR            |
| 355189 | 2006 WN160             | 22 de novembre de 2006 | Kitt Peak            | Spacewatch        |
| 355190 | 2006 WN180             | 24 de novembre de 2006 | Mount Lemmon         | Mt. Lemmon Survey |
| 355191 | 2006 WS188             | 24 de novembre de 2006 | Kitt Peak            | Spacewatch        |
| 355192 | 2006 WV190             | 25 de novembre de 2006 | Kitt Peak            | Spacewatch        |
| 355193 | 2006 WA198             | 17 de novembre de 2006 | Mount Lemmon         | Mt. Lemmon Survey |
| 355194 | 2006 WO202             | 27 de novembre de 2006 | Mount Lemmon         | Mt. Lemmon Survey |
| 355195 | 2006 XX5               | 7 de desembre de 2006  | Palomar              | NEAT              |
| 355196 | 2006 XY7               | 9 de desembre de 2006  | Palomar              | NEAT              |
| 355197 | 2006 XR16              | 10 de desembre de 2006 | Kitt Peak            | Spacewatch        |
| 355198 | 2006 XY23              | 12 de desembre de 2006 | Mount Lemmon         | Mt. Lemmon Survey |
| 355199 | 2006 XW30              | 13 de desembre de 2006 | Kitt Peak            | Spacewatch        |
| 355200 | 2006 XN36              | 11 de desembre de 2006 | Kitt Peak            | Spacewatch        |

## 355201-355300
| Nom    | Designació provisional | Data de descobriment   | Lloc de descobriment | Descobridor/s        |
| ------ | ---------------------- | ---------------------- | -------------------- | -------------------- |
| 355201 | 2006 XA45              | 13 de desembre de 2006 | Kitt Peak            | Spacewatch           |
| 355202 | 2006 XC52              | 18 de novembre de 2006 | Kitt Peak            | Spacewatch           |
| 355203 | 2006 XM65              | 16 de novembre de 2006 | Lulin                | Lulin                |
| 355204 | 2006 XZ69              | 11 de desembre de 2006 | Kitt Peak            | Spacewatch           |
| 355205 | 2006 XF71              | 15 de desembre de 2006 | Kitt Peak            | Spacewatch           |
| 355206 | 2006 YA8               | 20 de desembre de 2006 | Mount Lemmon         | Mt. Lemmon Survey    |
| 355207 | 2006 YJ9               | 5 de desembre de 2006  | Palomar              | NEAT                 |
| 355208 | 2006 YR13              | 24 de desembre de 2006 | Kitt Peak            | Spacewatch           |
| 355209 | 2006 YR15              | 20 de desembre de 2006 | Mount Lemmon         | Mt. Lemmon Survey    |
| 355210 | 2006 YF33              | 21 de desembre de 2006 | Kitt Peak            | Spacewatch           |
| 355211 | 2006 YS34              | 21 de desembre de 2006 | Kitt Peak            | Spacewatch           |
| 355212 | 2006 YV38              | 21 de desembre de 2006 | Kitt Peak            | Spacewatch           |
| 355213 | 2006 YH48              | 24 de desembre de 2006 | Kitt Peak            | Spacewatch           |
| 355214 | 2006 YK48              | 24 de desembre de 2006 | Kitt Peak            | Spacewatch           |
| 355215 | 2006 YM52              | 27 de desembre de 2006 | Mount Lemmon         | Mt. Lemmon Survey    |
| 355216 | 2006 YH53              | 21 de desembre de 2006 | Mount Lemmon         | Mt. Lemmon Survey    |
| 355217 | 2006 YF54              | 27 de desembre de 2006 | Mount Lemmon         | Mt. Lemmon Survey    |
| 355218 | 2007 AN1               | 8 de gener de 2007     | Mount Lemmon         | Mt. Lemmon Survey    |
| 355219 | 2007 AP21              | 24 de desembre de 2006 | Kitt Peak            | Spacewatch           |
| 355220 | 2007 AF23              | 10 de gener de 2007    | Mount Lemmon         | Mt. Lemmon Survey    |
| 355221 | 2007 AW27              | 8 de gener de 2007     | Mount Lemmon         | Mt. Lemmon Survey    |
| 355222 | 2007 BT4               | 16 de gener de 2007    | Anderson Mesa        | LONEOS               |
| 355223 | 2007 BM6               | 17 de gener de 2007    | Palomar              | NEAT                 |
| 355224 | 2007 BO6               | 17 de gener de 2007    | Palomar              | NEAT                 |
| 355225 | 2007 BK15              | 17 de gener de 2007    | Kitt Peak            | Spacewatch           |
| 355226 | 2007 BX34              | 24 de gener de 2007    | Mount Lemmon         | Mt. Lemmon Survey    |
| 355227 | 2007 BZ58              | 28 de novembre de 2006 | Mount Lemmon         | Mt. Lemmon Survey    |
| 355228 | 2007 BT60              | 26 de gener de 2007    | Kitt Peak            | Spacewatch           |
| 355229 | 2007 BV60              | 27 de gener de 2007    | Mount Lemmon         | Mt. Lemmon Survey    |
| 355230 | 2007 BR62              | 27 de gener de 2007    | Mount Lemmon         | Mt. Lemmon Survey    |
| 355231 | 2007 BQ80              | 17 de gener de 2007    | Kitt Peak            | Spacewatch           |
| 355232 | 2007 BU80              | 17 de gener de 2007    | Kitt Peak            | Spacewatch           |
| 355233 | 2007 BN92              | 19 de gener de 2007    | Mauna Kea            | Mauna Kea            |
| 355234 | 2007 BA100             | 17 de gener de 2007    | Kitt Peak            | Spacewatch           |
| 355235 | 2007 CT6               | 6 de febrer de 2007    | Kitt Peak            | Spacewatch           |
| 355236 | 2007 CW27              | 6 de febrer de 2007    | Kitt Peak            | Spacewatch           |
| 355237 | 2007 CY28              | 6 de febrer de 2007    | Palomar              | NEAT                 |
| 355238 | 2007 CS32              | 6 de febrer de 2007    | Mount Lemmon         | Mt. Lemmon Survey    |
| 355239 | 2007 CL55              | 10 de febrer de 2007   | Mount Lemmon         | Mt. Lemmon Survey    |
| 355240 | 2007 DA2               | 16 de febrer de 2007   | Mount Lemmon         | Mt. Lemmon Survey    |
| 355241 | 2007 DJ2               | 16 de febrer de 2007   | Catalina             | CSS                  |
| 355242 | 2007 DG11              | 17 de febrer de 2007   | Kitt Peak            | Spacewatch           |
| 355243 | 2007 DK41              | 20 de febrer de 2007   | Lulin                | LUSS                 |
| 355244 | 2007 DD54              | 21 de febrer de 2007   | Kitt Peak            | Spacewatch           |
| 355245 | 2007 EA107             | 4 de maig de 2002      | Palomar              | NEAT                 |
| 355246 | 2007 EO168             | 13 de març de 2007     | Kitt Peak            | Spacewatch           |
| 355247 | 2007 EH193             | 14 de març de 2007     | Mount Lemmon         | Mt. Lemmon Survey    |
| 355248 | 2007 GB38              | 14 d'abril de 2007     | Kitt Peak            | Spacewatch           |
| 355249 | 2007 GE58              | 15 d'abril de 2007     | Kitt Peak            | Spacewatch           |
| 355250 | 2007 HX24              | 18 d'abril de 2007     | Kitt Peak            | Spacewatch           |
| 355251 | 2007 HV50              | 20 d'abril de 2007     | Kitt Peak            | Spacewatch           |
| 355252 | 2007 HU56              | 22 d'abril de 2007     | Kitt Peak            | Spacewatch           |
| 355253 | 2007 HL85              | 24 d'abril de 2007     | Kitt Peak            | Spacewatch           |
| 355254 | 2007 JB26              | 9 de maig de 2007      | Kitt Peak            | Spacewatch           |
| 355255 | 2007 JE45              | 10 de maig de 2007     | Mount Lemmon         | Mt. Lemmon Survey    |
| 355256 | 2007 KN4               | 20 de maig de 2007     | Catalina             | CSS                  |
| 355257 | 2007 KM8               | 25 de maig de 2007     | Mount Lemmon         | Mt. Lemmon Survey    |
| 355258 | 2007 LY4               | 8 de juny de 2007      | Kitt Peak            | Spacewatch           |
| 355259 | 2007 NT2               | 14 de juliol de 2007   | Dauban               | Chante-Perdrix       |
| 355260 | 2007 OO3               | 17 de juliol de 2007   | Dauban               | Chante-Perdrix       |
| 355261 | 2007 OY4               | 28 de gener de 2006    | Kitt Peak            | Spacewatch           |
| 355262 | 2007 OC7               | 24 de juliol de 2007   | Reedy Creek          | J. Broughton         |
| 355263 | 2007 PZ6               | 4 d'agost de 2007      | Siding Spring        | Siding Spring Survey |
| 355264 | 2007 PE16              | 8 d'agost de 2007      | Socorro              | LINEAR               |
| 355265 | 2007 PH16              | 8 d'agost de 2007      | Socorro              | LINEAR               |
| 355266 | 2007 PM19              | 9 d'agost de 2007      | Socorro              | LINEAR               |
| 355267 | 2007 PK24              | 12 d'agost de 2007     | Socorro              | LINEAR               |
| 355268 | 2007 PK37              | 13 d'agost de 2007     | Socorro              | LINEAR               |
| 355269 | 2007 PH47              | 10 d'agost de 2007     | Kitt Peak            | Spacewatch           |
| 355270 | 2007 PQ47              | 10 d'agost de 2007     | Kitt Peak            | Spacewatch           |
| 355271 | 2007 PA48              | 11 d'agost de 2007     | Socorro              | LINEAR               |
| 355272 | 2007 QD9               | 22 d'agost de 2007     | Socorro              | LINEAR               |
| 355273 | 2007 QX16              | 16 d'agost de 2007     | Socorro              | LINEAR               |
| 355274 | 2007 QZ17              | 24 d'agost de 2007     | Kitt Peak            | Spacewatch           |
| 355275 | 2007 RP4               | 3 de setembre de 2007  | Catalina             | CSS                  |
| 355276 | 2007 RF17              | 12 de setembre de 2007 | Saint-Sulpice        | B. Christophe        |
| 355277 | 2007 RN18              | 12 de setembre de 2007 | Dauban               | Chante-Perdrix       |
| 355278 | 2007 RS32              | 5 de setembre de 2007  | Catalina             | CSS                  |
| 355279 | 2007 RM33              | 5 de setembre de 2007  | Catalina             | CSS                  |
| 355280 | 2007 RQ41              | 3 de setembre de 2007  | Catalina             | CSS                  |
| 355281 | 2007 RT42              | 9 de setembre de 2007  | Kitt Peak            | Spacewatch           |
| 355282 | 2007 RV70              | 10 de setembre de 2007 | Kitt Peak            | Spacewatch           |
| 355283 | 2007 RR80              | 10 de setembre de 2007 | Mount Lemmon         | Mt. Lemmon Survey    |
| 355284 | 2007 RB85              | 23 d'agost de 2007     | Kitt Peak            | Spacewatch           |
| 355285 | 2007 RW92              | 10 de setembre de 2007 | Mount Lemmon         | Mt. Lemmon Survey    |
| 355286 | 2007 RN99              | 11 de setembre de 2007 | Kitt Peak            | Spacewatch           |
| 355287 | 2007 RS101             | 10 d'agost de 2007     | Kitt Peak            | Spacewatch           |
| 355288 | 2007 RG141             | 13 de setembre de 2007 | Socorro              | LINEAR               |
| 355289 | 2007 RV145             | 14 de setembre de 2007 | Socorro              | LINEAR               |
| 355290 | 2007 RB154             | 10 de setembre de 2007 | Kitt Peak            | Spacewatch           |
| 355291 | 2007 RT155             | 10 de setembre de 2007 | Kitt Peak            | Spacewatch           |
| 355292 | 2007 RA158             | 28 de setembre de 2003 | Anderson Mesa        | LONEOS               |
| 355293 | 2007 RH160             | 12 de setembre de 2007 | Mount Lemmon         | Mt. Lemmon Survey    |
| 355294 | 2007 RS161             | 13 de setembre de 2007 | Mount Lemmon         | Mt. Lemmon Survey    |
| 355295 | 2007 RV177             | 10 de setembre de 2007 | Kitt Peak            | Spacewatch           |
| 355296 | 2007 RV179             | 10 de setembre de 2007 | Mount Lemmon         | Mt. Lemmon Survey    |
| 355297 | 2007 RM185             | 13 de setembre de 2007 | Mount Lemmon         | Mt. Lemmon Survey    |
| 355298 | 2007 RV195             | 12 de setembre de 2007 | Kitt Peak            | Spacewatch           |
| 355299 | 2007 RH200             | 13 de setembre de 2007 | Kitt Peak            | Spacewatch           |
| 355300 | 2007 RK201             | 13 de setembre de 2007 | Kitt Peak            | Spacewatch           |

## 355301-355400
| Nom    | Designació provisional | Data de descobriment   | Lloc de descobriment | Descobridor/s          |
| ------ | ---------------------- | ---------------------- | -------------------- | ---------------------- |
| 355301 | 2007 RA239             | 3 de setembre de 2007  | Catalina             | CSS                    |
| 355302 | 2007 RS241             | 13 de setembre de 2007 | Socorro              | LINEAR                 |
| 355303 | 2007 RB245             | 11 de setembre de 2007 | Kitt Peak            | Spacewatch             |
| 355304 | 2007 RL251             | 13 de setembre de 2007 | Kitt Peak            | Spacewatch             |
| 355305 | 2007 RC273             | 15 de setembre de 2007 | Kitt Peak            | Spacewatch             |
| 355306 | 2007 RV277             | 5 de setembre de 2007  | Catalina             | CSS                    |
| 355307 | 2007 RO280             | 13 de setembre de 2007 | Catalina             | CSS                    |
| 355308 | 2007 RC293             | 13 de setembre de 2007 | Mount Lemmon         | Mt. Lemmon Survey      |
| 355309 | 2007 RR297             | 3 de setembre de 2007  | Catalina             | CSS                    |
| 355310 | 2007 RB309             | 10 de setembre de 2007 | Mount Lemmon         | Mt. Lemmon Survey      |
| 355311 | 2007 RY309             | 3 de setembre de 2007  | Catalina             | CSS                    |
| 355312 | 2007 RZ310             | 14 de setembre de 2007 | Catalina             | CSS                    |
| 355313 | 2007 RZ320             | 11 de setembre de 2007 | Purple Mountain      | PMO NEO Survey Program |
| 355314 | 2007 RP321             | 14 de setembre de 2007 | Mount Lemmon         | Mt. Lemmon Survey      |
| 355315 | 2007 RR322             | 25 de juliol de 2003   | Palomar              | NEAT                   |
| 355316 | 2007 RZ323             | 12 de setembre de 2007 | Mount Lemmon         | Mt. Lemmon Survey      |
| 355317 | 2007 SN12              | 18 de setembre de 2007 | Anderson Mesa        | LONEOS                 |
| 355318 | 2007 SM14              | 20 de setembre de 2007 | Catalina             | CSS                    |
| 355319 | 2007 SB16              | 30 de setembre de 2007 | Kitt Peak            | Spacewatch             |
| 355320 | 2007 SP16              | 30 de setembre de 2007 | Kitt Peak            | Spacewatch             |
| 355321 | 2007 SF22              | 10 de febrer de 2004   | Palomar              | NEAT                   |
| 355322 | 2007 TF                | 1 d'octubre de 2007    | Gaisberg             | R. Gierlinger          |
| 355323 | 2007 TR17              | 7 d'octubre de 2007    | Dauban               | Chante-Perdrix         |
| 355324 | 2007 TT26              | 4 d'octubre de 2007    | Kitt Peak            | Spacewatch             |
| 355325 | 2007 TH29              | 4 d'octubre de 2007    | Kitt Peak            | Spacewatch             |
| 355326 | 2007 TN45              | 7 d'octubre de 2007    | Mount Lemmon         | Mt. Lemmon Survey      |
| 355327 | 2007 TL51              | 4 d'octubre de 2007    | Kitt Peak            | Spacewatch             |
| 355328 | 2007 TE52              | 4 d'octubre de 2007    | Kitt Peak            | Spacewatch             |
| 355329 | 2007 TY54              | 4 d'octubre de 2007    | Kitt Peak            | Spacewatch             |
| 355330 | 2007 TZ54              | 4 d'octubre de 2007    | Kitt Peak            | Spacewatch             |
| 355331 | 2007 TG56              | 4 d'octubre de 2007    | Kitt Peak            | Spacewatch             |
| 355332 | 2007 TV57              | 4 d'octubre de 2007    | Kitt Peak            | Spacewatch             |
| 355333 | 2007 TW64              | 1 de febrer de 2005    | Kitt Peak            | Spacewatch             |
| 355334 | 2007 TV67              | 8 d'octubre de 2007    | Catalina             | CSS                    |
| 355335 | 2007 TJ71              | 14 d'octubre de 2007   | Farra d'Isonzo       | Farra d'Isonzo         |
| 355336 | 2007 TB77              | 5 d'octubre de 2007    | Kitt Peak            | Spacewatch             |
| 355337 | 2007 TA84              | 8 d'octubre de 2007    | Kitt Peak            | Spacewatch             |
| 355338 | 2007 TO84              | 8 d'octubre de 2007    | Catalina             | CSS                    |
| 355339 | 2007 TS90              | 8 d'octubre de 2007    | Mount Lemmon         | Mt. Lemmon Survey      |
| 355340 | 2007 TH110             | 7 d'octubre de 2007    | Mount Lemmon         | Mt. Lemmon Survey      |
| 355341 | 2007 TT110             | 8 d'octubre de 2007    | Catalina             | CSS                    |
| 355342 | 2007 TB112             | 8 d'octubre de 2007    | Catalina             | CSS                    |
| 355343 | 2007 TK118             | 9 d'octubre de 2007    | Mount Lemmon         | Mt. Lemmon Survey      |
| 355344 | 2007 TV121             | 6 d'octubre de 2007    | Kitt Peak            | Spacewatch             |
| 355345 | 2007 TF130             | 13 de setembre de 2007 | Mount Lemmon         | Mt. Lemmon Survey      |
| 355346 | 2007 TK136             | 8 d'octubre de 2007    | Mount Lemmon         | Mt. Lemmon Survey      |
| 355347 | 2007 TU139             | 10 de setembre de 2007 | Mount Lemmon         | Mt. Lemmon Survey      |
| 355348 | 2007 TC153             | 9 d'octubre de 2007    | Socorro              | LINEAR                 |
| 355349 | 2007 TG157             | 9 d'octubre de 2007    | Socorro              | LINEAR                 |
| 355350 | 2007 TM159             | 9 d'octubre de 2007    | Socorro              | LINEAR                 |
| 355351 | 2007 TP168             | 12 d'octubre de 2007   | Socorro              | LINEAR                 |
| 355352 | 2007 TP172             | 15 de gener de 2004    | Kitt Peak            | Spacewatch             |
| 355353 | 2007 TS184             | 13 d'octubre de 2007   | Cordell-Lorenz       | D. T. Durig            |
| 355354 | 2007 TB198             | 8 d'octubre de 2007    | Kitt Peak            | Spacewatch             |
| 355355 | 2007 TQ198             | 8 d'octubre de 2007    | Kitt Peak            | Spacewatch             |
| 355356 | 2007 TB221             | 10 d'agost de 2007     | Kitt Peak            | Spacewatch             |
| 355357 | 2007 TN223             | 10 d'octubre de 2007   | Catalina             | CSS                    |
| 355358 | 2007 TS244             | 8 d'octubre de 2007    | Catalina             | CSS                    |
| 355359 | 2007 TH246             | 9 d'octubre de 2007    | Catalina             | CSS                    |
| 355360 | 2007 TB253             | 8 d'octubre de 2007    | Mount Lemmon         | Mt. Lemmon Survey      |
| 355361 | 2007 TR253             | 8 d'octubre de 2007    | Mount Lemmon         | Mt. Lemmon Survey      |
| 355362 | 2007 TF254             | 8 d'octubre de 2007    | Mount Lemmon         | Mt. Lemmon Survey      |
| 355363 | 2007 TP261             | 10 d'octubre de 2007   | Kitt Peak            | Spacewatch             |
| 355364 | 2007 TM262             | 15 de setembre de 2007 | Mount Lemmon         | Mt. Lemmon Survey      |
| 355365 | 2007 TF266             | 12 d'octubre de 2007   | Kitt Peak            | Spacewatch             |
| 355366 | 2007 TO272             | 9 d'octubre de 2007    | Kitt Peak            | Spacewatch             |
| 355367 | 2007 TA276             | 11 d'octubre de 2007   | Mount Lemmon         | Mt. Lemmon Survey      |
| 355368 | 2007 TU287             | 21 d'agost de 2007     | Siding Spring        | Siding Spring Survey   |
| 355369 | 2007 TP310             | 11 d'octubre de 2007   | Kitt Peak            | Spacewatch             |
| 355370 | 2007 TO314             | 11 d'octubre de 2007   | Mount Lemmon         | Mt. Lemmon Survey      |
| 355371 | 2007 TE330             | 11 d'octubre de 2007   | Kitt Peak            | Spacewatch             |
| 355372 | 2007 TD331             | 11 d'octubre de 2007   | Kitt Peak            | Spacewatch             |
| 355373 | 2007 TE332             | 12 de setembre de 2007 | Mount Lemmon         | Mt. Lemmon Survey      |
| 355374 | 2007 TK332             | 11 d'octubre de 2007   | Kitt Peak            | Spacewatch             |
| 355375 | 2007 TL350             | 14 d'octubre de 2007   | Mount Lemmon         | Mt. Lemmon Survey      |
| 355376 | 2007 TW353             | 9 d'octubre de 2007    | Purple Mountain      | PMO NEO Survey Program |
| 355377 | 2007 TW355             | 12 de setembre de 2007 | Catalina             | CSS                    |
| 355378 | 2007 TJ366             | 9 d'octubre de 2007    | Kitt Peak            | Spacewatch             |
| 355379 | 2007 TS376             | 10 d'octubre de 2007   | Catalina             | CSS                    |
| 355380 | 2007 TT394             | 15 d'octubre de 2007   | Kitt Peak            | Spacewatch             |
| 355381 | 2007 TQ409             | 15 d'octubre de 2007   | Mount Lemmon         | Mt. Lemmon Survey      |
| 355382 | 2007 TO411             | 13 d'octubre de 2007   | Anderson Mesa        | LONEOS                 |
| 355383 | 2007 TM412             | 12 de setembre de 2007 | Catalina             | CSS                    |
| 355384 | 2007 TP422             | 9 d'octubre de 2007    | Kitt Peak            | Spacewatch             |
| 355385 | 2007 TQ423             | 6 d'octubre de 2007    | Kitt Peak            | Spacewatch             |
| 355386 | 2007 TB426             | 9 d'octubre de 2007    | Kitt Peak            | Spacewatch             |
| 355387 | 2007 TG437             | 4 d'octubre de 2007    | Mount Lemmon         | Mt. Lemmon Survey      |
| 355388 | 2007 TU437             | 8 d'octubre de 2007    | Catalina             | CSS                    |
| 355389 | 2007 TZ439             | 9 de febrer de 2005    | Mount Lemmon         | Mt. Lemmon Survey      |
| 355390 | 2007 TL441             | 12 d'octubre de 2007   | Mount Lemmon         | Mt. Lemmon Survey      |
| 355391 | 2007 TA442             | 10 d'octubre de 2007   | Catalina             | CSS                    |
| 355392 | 2007 TR442             | 9 d'octubre de 2007    | Catalina             | CSS                    |
| 355393 | 2007 TC451             | 14 d'octubre de 2007   | Mount Lemmon         | Mt. Lemmon Survey      |
| 355394 | 2007 UX                | 16 d'octubre de 2007   | 7300                 | W. K. Y. Yeung         |
| 355395 | 2007 UE7               | 13 de setembre de 2007 | Catalina             | CSS                    |
| 355396 | 2007 UM9               | 17 d'octubre de 2007   | Anderson Mesa        | LONEOS                 |
| 355397 | 2007 UK14              | 16 d'octubre de 2007   | Catalina             | CSS                    |
| 355398 | 2007 UO17              | 18 d'octubre de 2007   | Mount Lemmon         | Mt. Lemmon Survey      |
| 355399 | 2007 UH34              | 17 d'octubre de 2007   | Catalina             | CSS                    |
| 355400 | 2007 US43              | 18 d'octubre de 2007   | Kitt Peak            | Spacewatch             |

## 355401-355500
| Nom    | Designació provisional | Data de descobriment   | Lloc de descobriment | Descobridor/s               |
| ------ | ---------------------- | ---------------------- | -------------------- | --------------------------- |
| 355401 | 2007 UX46              | 20 d'octubre de 2007   | Catalina             | CSS                         |
| 355402 | 2007 UP52              | 24 d'octubre de 2007   | Mount Lemmon         | Mt. Lemmon Survey           |
| 355403 | 2007 UJ55              | 30 d'octubre de 2007   | Kitt Peak            | Spacewatch                  |
| 355404 | 2007 UJ61              | 30 d'octubre de 2007   | Mount Lemmon         | Mt. Lemmon Survey           |
| 355405 | 2007 UC67              | 30 d'octubre de 2007   | Kitt Peak            | Spacewatch                  |
| 355406 | 2007 UU76              | 31 d'octubre de 2007   | Mount Lemmon         | Mt. Lemmon Survey           |
| 355407 | 2007 UE78              | 10 d'octubre de 2007   | Kitt Peak            | Spacewatch                  |
| 355408 | 2007 UK78              | 30 d'octubre de 2007   | Catalina             | CSS                         |
| 355409 | 2007 UG87              | 30 d'octubre de 2007   | Kitt Peak            | Spacewatch                  |
| 355410 | 2007 UX87              | 30 d'octubre de 2007   | Kitt Peak            | Spacewatch                  |
| 355411 | 2007 UB94              | 10 d'octubre de 2007   | Kitt Peak            | Spacewatch                  |
| 355412 | 2007 UR105             | 30 d'octubre de 2007   | Kitt Peak            | Spacewatch                  |
| 355413 | 2007 UE108             | 11 d'octubre de 2007   | Kitt Peak            | Spacewatch                  |
| 355414 | 2007 UW114             | 31 d'octubre de 2007   | Kitt Peak            | Spacewatch                  |
| 355415 | 2007 UC116             | 31 d'octubre de 2007   | Kitt Peak            | Spacewatch                  |
| 355416 | 2007 UE116             | 20 d'octubre de 2007   | Mount Lemmon         | Mt. Lemmon Survey           |
| 355417 | 2007 UB122             | 30 d'octubre de 2007   | Kitt Peak            | Spacewatch                  |
| 355418 | 2007 UV126             | 20 d'octubre de 2007   | Catalina             | CSS                         |
| 355419 | 2007 UF127             | 30 d'octubre de 2007   | Kitt Peak            | Spacewatch                  |
| 355420 | 2007 UJ127             | 30 d'octubre de 2007   | Kitt Peak            | Spacewatch                  |
| 355421 | 2007 UC128             | 17 d'octubre de 2007   | Mount Lemmon         | Mt. Lemmon Survey           |
| 355422 | 2007 UO138             | 20 d'octubre de 2007   | Mount Lemmon         | Mt. Lemmon Survey           |
| 355423 | 2007 VH2               | 2 de novembre de 2007  | Socorro              | LINEAR                      |
| 355424 | 2007 VR2               | 3 de novembre de 2007  | Lumezzane            | G. Pizzetti, A. Soffiantini |
| 355425 | 2007 VM9               | 2 de novembre de 2007  | Socorro              | LINEAR                      |
| 355426 | 2007 VP9               | 3 de novembre de 2007  | Kitt Peak            | Spacewatch                  |
| 355427 | 2007 VQ22              | 2 de novembre de 2007  | Mount Lemmon         | Mt. Lemmon Survey           |
| 355428 | 2007 VQ25              | 1 de novembre de 2007  | Kitt Peak            | Spacewatch                  |
| 355429 | 2007 VC37              | 2 de novembre de 2007  | Catalina             | CSS                         |
| 355430 | 2007 VY40              | 16 de desembre de 1999 | Kitt Peak            | Spacewatch                  |
| 355431 | 2007 VS42              | 3 de novembre de 2007  | Mount Lemmon         | Mt. Lemmon Survey           |
| 355432 | 2007 VQ45              | 1 de novembre de 2007  | Kitt Peak            | Spacewatch                  |
| 355433 | 2007 VY56              | 20 d'octubre de 2007   | Mount Lemmon         | Mt. Lemmon Survey           |
| 355434 | 2007 VR57              | 1 de novembre de 2007  | Kitt Peak            | Spacewatch                  |
| 355435 | 2007 VD60              | 2 de novembre de 2007  | Catalina             | CSS                         |
| 355436 | 2007 VR62              | 1 de novembre de 2007  | Kitt Peak            | Spacewatch                  |
| 355437 | 2007 VA63              | 1 de novembre de 2007  | Kitt Peak            | Spacewatch                  |
| 355438 | 2007 VK65              | 1 de novembre de 2007  | Kitt Peak            | Spacewatch                  |
| 355439 | 2007 VR66              | 2 de novembre de 2007  | Kitt Peak            | Spacewatch                  |
| 355440 | 2007 VK67              | 3 de novembre de 2007  | Kitt Peak            | Spacewatch                  |
| 355441 | 2007 VV72              | 1 de novembre de 2007  | Kitt Peak            | Spacewatch                  |
| 355442 | 2007 VM80              | 3 de novembre de 2007  | Kitt Peak            | Spacewatch                  |
| 355443 | 2007 VS86              | 2 de novembre de 2007  | Socorro              | LINEAR                      |
| 355444 | 2007 VU98              | 2 de novembre de 2007  | Kitt Peak            | Spacewatch                  |
| 355445 | 2007 VX110             | 14 de setembre de 2007 | Mount Lemmon         | Mt. Lemmon Survey           |
| 355446 | 2007 VZ127             | 1 de novembre de 2007  | Mount Lemmon         | Mt. Lemmon Survey           |
| 355447 | 2007 VH133             | 8 d'octubre de 2007    | Mount Lemmon         | Mt. Lemmon Survey           |
| 355448 | 2007 VQ135             | 3 de novembre de 2007  | Mount Lemmon         | Mt. Lemmon Survey           |
| 355449 | 2007 VH148             | 4 de novembre de 2007  | Kitt Peak            | Spacewatch                  |
| 355450 | 2007 VO153             | 4 de novembre de 2007  | Kitt Peak            | Spacewatch                  |
| 355451 | 2007 VT154             | 5 de novembre de 2007  | Kitt Peak            | Spacewatch                  |
| 355452 | 2007 VM191             | 4 de novembre de 2007  | Catalina             | CSS                         |
| 355453 | 2007 VL207             | 11 de novembre de 2007 | Catalina             | CSS                         |
| 355454 | 2007 VJ209             | 7 de novembre de 2007  | Kitt Peak            | Spacewatch                  |
| 355455 | 2007 VC212             | 9 de novembre de 2007  | Kitt Peak            | Spacewatch                  |
| 355456 | 2007 VD221             | 12 de novembre de 2007 | Mount Lemmon         | Mt. Lemmon Survey           |
| 355457 | 2007 VB228             | 2 de novembre de 2007  | Socorro              | LINEAR                      |
| 355458 | 2007 VG228             | 12 d'octubre de 2007   | Mount Lemmon         | Mt. Lemmon Survey           |
| 355459 | 2007 VU230             | 7 de novembre de 2007  | Kitt Peak            | Spacewatch                  |
| 355460 | 2007 VD234             | 9 de novembre de 2007  | Kitt Peak            | Spacewatch                  |
| 355461 | 2007 VH235             | 9 de novembre de 2007  | Kitt Peak            | Spacewatch                  |
| 355462 | 2007 VB239             | 13 de novembre de 2007 | Kitt Peak            | Spacewatch                  |
| 355463 | 2007 VB255             | 11 de novembre de 2007 | Mount Lemmon         | Mt. Lemmon Survey           |
| 355464 | 2007 VK265             | 2 de novembre de 2007  | Kitt Peak            | Spacewatch                  |
| 355465 | 2007 VA274             | 20 de setembre de 2007 | Catalina             | CSS                         |
| 355466 | 2007 VS283             | 14 de novembre de 2007 | Kitt Peak            | Spacewatch                  |
| 355467 | 2007 VZ297             | 19 d'octubre de 2007   | Socorro              | LINEAR                      |
| 355468 | 2007 VE298             | 12 d'octubre de 2007   | Mount Lemmon         | Mt. Lemmon Survey           |
| 355469 | 2007 VY301             | 2 de novembre de 2007  | Catalina             | CSS                         |
| 355470 | 2007 VA303             | 3 de novembre de 2007  | Catalina             | CSS                         |
| 355471 | 2007 VZ305             | 7 de novembre de 2007  | Mount Lemmon         | Mt. Lemmon Survey           |
| 355472 | 2007 VF307             | 2 de novembre de 2007  | Kitt Peak            | Spacewatch                  |
| 355473 | 2007 VR309             | 2 de novembre de 2007  | Kitt Peak            | Spacewatch                  |
| 355474 | 2007 VM311             | 9 de novembre de 2007  | Kitt Peak            | Spacewatch                  |
| 355475 | 2007 VU312             | 3 de novembre de 2007  | Mount Lemmon         | Mt. Lemmon Survey           |
| 355476 | 2007 VG314             | 2 d'octubre de 2003    | Kitt Peak            | Spacewatch                  |
| 355477 | 2007 VU318             | 10 de setembre de 2007 | Mount Lemmon         | Mt. Lemmon Survey           |
| 355478 | 2007 VZ320             | 29 de novembre de 2003 | Kitt Peak            | Spacewatch                  |
| 355479 | 2007 VG332             | 7 de novembre de 2007  | Kitt Peak            | Spacewatch                  |
| 355480 | 2007 VJ332             | 7 de novembre de 2007  | Mount Lemmon         | Mt. Lemmon Survey           |
| 355481 | 2007 VD335             | 14 de novembre de 2007 | Kitt Peak            | Spacewatch                  |
| 355482 | 2007 WS5               | 17 de novembre de 2007 | Socorro              | LINEAR                      |
| 355483 | 2007 WB27              | 13 d'agost de 2002     | Palomar              | NEAT                        |
| 355484 | 2007 WN27              | 18 de novembre de 2007 | Mount Lemmon         | Mt. Lemmon Survey           |
| 355485 | 2007 WC28              | 7 de novembre de 2007  | Kitt Peak            | Spacewatch                  |
| 355486 | 2007 WK34              | 4 de novembre de 2007  | Kitt Peak            | Spacewatch                  |
| 355487 | 2007 WG40              | 18 de novembre de 2007 | Catalina             | CSS                         |
| 355488 | 2007 WZ58              | 21 de novembre de 2007 | Mount Lemmon         | Mt. Lemmon Survey           |
| 355489 | 2007 WK61              | 17 de novembre de 2007 | Socorro              | LINEAR                      |
| 355490 | 2007 WV62              | 19 de novembre de 2007 | Kitt Peak            | Spacewatch                  |
| 355491 | 2007 XV2               | 3 de desembre de 2007  | Kitt Peak            | Spacewatch                  |
| 355492 | 2007 XP4               | 13 d'octubre de 2007   | Socorro              | LINEAR                      |
| 355493 | 2007 XD15              | 5 de desembre de 2007  | Bisei SG Center      | BATTeRS                     |
| 355494 | 2007 XN19              | 8 de novembre de 2007  | Socorro              | LINEAR                      |
| 355495 | 2007 XP20              | 12 de desembre de 2007 | La Sagra             | La Sagra                    |
| 355496 | 2007 XB30              | 27 de gener de 2004    | Anderson Mesa        | LONEOS                      |
| 355497 | 2007 XQ31              | 15 de desembre de 2007 | Kanab                | E. Sheridan                 |
| 355498 | 2007 XW34              | 13 de desembre de 2007 | Socorro              | LINEAR                      |
| 355499 | 2007 XL40              | 12 de novembre de 2007 | Mount Lemmon         | Mt. Lemmon Survey           |
| 355500 | 2007 XD59              | 15 de desembre de 2007 | Socorro              | LINEAR                      |

## 355501-355600
| Nom    | Designació provisional | Data de descobriment   | Lloc de descobriment | Descobridor/s            |
| ------ | ---------------------- | ---------------------- | -------------------- | ------------------------ |
| 355501 | 2007 YB3               | 18 de desembre de 2007 | Bergisch Gladbac     | W. Bickel                |
| 355502 | 2007 YK10              | 16 de desembre de 2007 | Mount Lemmon         | Mt. Lemmon Survey        |
| 355503 | 2007 YP10              | 16 de desembre de 2007 | Mount Lemmon         | Mt. Lemmon Survey        |
| 355504 | 2007 YS27              | 18 de desembre de 2007 | Kitt Peak            | Spacewatch               |
| 355505 | 2007 YL45              | 30 de desembre de 2007 | Mount Lemmon         | Mt. Lemmon Survey        |
| 355506 | 2007 YN46              | 30 de desembre de 2007 | Mount Lemmon         | Mt. Lemmon Survey        |
| 355507 | 2007 YX49              | 28 de desembre de 2007 | Kitt Peak            | Spacewatch               |
| 355508 | 2007 YU50              | 28 de desembre de 2007 | Kitt Peak            | Spacewatch               |
| 355509 | 2007 YB52              | 30 de desembre de 2007 | Kitt Peak            | Spacewatch               |
| 355510 | 2007 YO57              | 28 de desembre de 2007 | Kitt Peak            | Spacewatch               |
| 355511 | 2007 YR62              | 30 de desembre de 2007 | Mount Lemmon         | Mt. Lemmon Survey        |
| 355512 | 2007 YP63              | 31 de desembre de 2007 | Kitt Peak            | Spacewatch               |
| 355513 | 2007 YX63              | 31 de desembre de 2007 | Mount Lemmon         | Mt. Lemmon Survey        |
| 355514 | 2007 YO65              | 30 de desembre de 2007 | Mount Lemmon         | Mt. Lemmon Survey        |
| 355515 | 2007 YU68              | 16 de desembre de 2007 | Mount Lemmon         | Mt. Lemmon Survey        |
| 355516 | 2008 AV21              | 10 de gener de 2008    | Mount Lemmon         | Mt. Lemmon Survey        |
| 355517 | 2008 AC26              | 10 de gener de 2008    | Mount Lemmon         | Mt. Lemmon Survey        |
| 355518 | 2008 AR27              | 10 de gener de 2008    | Mount Lemmon         | Mt. Lemmon Survey        |
| 355519 | 2008 AE38              | 10 de gener de 2008    | Mount Lemmon         | Mt. Lemmon Survey        |
| 355520 | 2008 AO46              | 13 de novembre de 2007 | Kitt Peak            | Spacewatch               |
| 355521 | 2008 AV47              | 11 de gener de 2008    | Kitt Peak            | Spacewatch               |
| 355522 | 2008 AX47              | 5 de novembre de 2007  | Mount Lemmon         | Mt. Lemmon Survey        |
| 355523 | 2008 AZ53              | 31 de desembre de 2007 | Mount Lemmon         | Mt. Lemmon Survey        |
| 355524 | 2008 AW59              | 11 de gener de 2008    | Kitt Peak            | Spacewatch               |
| 355525 | 2008 AK64              | 11 de gener de 2008    | Mount Lemmon         | Mt. Lemmon Survey        |
| 355526 | 2008 AK75              | 11 de gener de 2008    | Mount Lemmon         | Mt. Lemmon Survey        |
| 355527 | 2008 AE80              | 12 de gener de 2008    | Kitt Peak            | Spacewatch               |
| 355528 | 2008 AN84              | 15 de gener de 2008    | Kitt Peak            | Spacewatch               |
| 355529 | 2008 AZ84              | 13 de gener de 2008    | Kitt Peak            | Spacewatch               |
| 355530 | 2008 AX85              | 13 de gener de 2008    | Kitt Peak            | Spacewatch               |
| 355531 | 2008 AM93              | 31 de desembre de 2007 | Kitt Peak            | Spacewatch               |
| 355532 | 2008 AN96              | 14 de gener de 2008    | Kitt Peak            | Spacewatch               |
| 355533 | 2008 AO100             | 14 de gener de 2008    | Kitt Peak            | Spacewatch               |
| 355534 | 2008 AG106             | 15 de gener de 2008    | Mount Lemmon         | Mt. Lemmon Survey        |
| 355535 | 2008 AS107             | 8 de novembre de 2007  | Mount Lemmon         | Mt. Lemmon Survey        |
| 355536 | 2008 AS108             | 17 de juny de 2005     | Mount Lemmon         | Mt. Lemmon Survey        |
| 355537 | 2008 AW116             | 15 de gener de 2008    | Mount Lemmon         | Mt. Lemmon Survey        |
| 355538 | 2008 AY135             | 11 de gener de 2008    | Catalina             | CSS                      |
| 355539 | 2008 AM136             | 12 de gener de 2008    | Mount Lemmon         | Mt. Lemmon Survey        |
| 355540 | 2008 AC137             | 15 de gener de 2008    | Socorro              | LINEAR                   |
| 355541 | 2008 BS4               | 16 de gener de 2008    | Kitt Peak            | Spacewatch               |
| 355542 | 2008 BX10              | 18 de gener de 2008    | Kitt Peak            | Spacewatch               |
| 355543 | 2008 BP13              | 19 de gener de 2008    | Mount Lemmon         | Mt. Lemmon Survey        |
| 355544 | 2008 BK19              | 11 de novembre de 2007 | Mount Lemmon         | Mt. Lemmon Survey        |
| 355545 | 2008 BK21              | 30 de gener de 2008    | Mount Lemmon         | Mt. Lemmon Survey        |
| 355546 | 2008 BO21              | 30 de gener de 2008    | Mount Lemmon         | Mt. Lemmon Survey        |
| 355547 | 2008 BD22              | 31 de gener de 2008    | Mount Lemmon         | Mt. Lemmon Survey        |
| 355548 | 2008 BS24              | 31 de gener de 2008    | Costitx              | OAM                      |
| 355549 | 2008 BZ48              | 30 de gener de 2008    | Mount Lemmon         | Mt. Lemmon Survey        |
| 355550 | 2008 BQ53              | 30 de gener de 2008    | Mount Lemmon         | Mt. Lemmon Survey        |
| 355551 | 2008 BW53              | 30 de gener de 2008    | Mount Lemmon         | Mt. Lemmon Survey        |
| 355552 | 2008 BC54              | 31 de gener de 2008    | Mount Lemmon         | Mt. Lemmon Survey        |
| 355553 | 2008 CQ2               | 1 de febrer de 2008    | Kitt Peak            | Spacewatch               |
| 355554 | 2008 CH10              | 2 de febrer de 2008    | Kitt Peak            | Spacewatch               |
| 355555 | 2008 CY10              | 3 de febrer de 2008    | Kitt Peak            | Spacewatch               |
| 355556 | 2008 CX11              | 3 de febrer de 2008    | Kitt Peak            | Spacewatch               |
| 355557 | 2008 CH16              | 3 de febrer de 2008    | Kitt Peak            | Spacewatch               |
| 355558 | 2008 CB18              | 3 de febrer de 2008    | Kitt Peak            | Spacewatch               |
| 355559 | 2008 CN20              | 6 de febrer de 2008    | Junk Bond            | D. Healy                 |
| 355560 | 2008 CU22              | 13 de gener de 2008    | Kitt Peak            | Spacewatch               |
| 355561 | 2008 CX27              | 2 de febrer de 2008    | Kitt Peak            | Spacewatch               |
| 355562 | 2008 CA33              | 2 de febrer de 2008    | Kitt Peak            | Spacewatch               |
| 355563 | 2008 CE37              | 14 de desembre de 2007 | Mount Lemmon         | Mt. Lemmon Survey        |
| 355564 | 2008 CN41              | 2 de febrer de 2008    | Kitt Peak            | Spacewatch               |
| 355565 | 2008 CL46              | 7 de febrer de 2002    | Kitt Peak            | Spacewatch               |
| 355566 | 2008 CM46              | 2 de febrer de 2008    | Kitt Peak            | Spacewatch               |
| 355567 | 2008 CM59              | 7 de febrer de 2008    | Mount Lemmon         | Mt. Lemmon Survey        |
| 355568 | 2008 CW61              | 25 de novembre de 2006 | Kitt Peak            | Spacewatch               |
| 355569 | 2008 CY62              | 8 de febrer de 2008    | Mount Lemmon         | Mt. Lemmon Survey        |
| 355570 | 2008 CW67              | 8 de febrer de 2008    | Mount Lemmon         | Mt. Lemmon Survey        |
| 355571 | 2008 CA76              | 3 de febrer de 2008    | Kitt Peak            | Spacewatch               |
| 355572 | 2008 CQ76              | 6 de febrer de 2008    | Catalina             | CSS                      |
| 355573 | 2008 CG82              | 12 de setembre de 2005 | Kitt Peak            | Spacewatch               |
| 355574 | 2008 CR83              | 7 de febrer de 2008    | Kitt Peak            | Spacewatch               |
| 355575 | 2008 CT84              | 2 de febrer de 2008    | Kitt Peak            | Spacewatch               |
| 355576 | 2008 CQ85              | 7 de febrer de 2008    | Mount Lemmon         | Mt. Lemmon Survey        |
| 355577 | 2008 CW93              | 8 de febrer de 2008    | Mount Lemmon         | Mt. Lemmon Survey        |
| 355578 | 2008 CN98              | 9 de febrer de 2008    | Kitt Peak            | Spacewatch               |
| 355579 | 2008 CV98              | 9 de febrer de 2008    | Kitt Peak            | Spacewatch               |
| 355580 | 2008 CY99              | 9 de febrer de 2008    | Kitt Peak            | Spacewatch               |
| 355581 | 2008 CK103             | 9 de febrer de 2008    | Kitt Peak            | Spacewatch               |
| 355582 | 2008 CC111             | 10 de febrer de 2008   | Kitt Peak            | Spacewatch               |
| 355583 | 2008 CL113             | 10 de febrer de 2008   | Kitt Peak            | Spacewatch               |
| 355584 | 2008 CV115             | 1 d'abril de 2003      | Apache Point         | Sloan Digital Sky Survey |
| 355585 | 2008 CE125             | 8 de febrer de 2008    | Kitt Peak            | Spacewatch               |
| 355586 | 2008 CR127             | 30 d'agost de 2005     | Kitt Peak            | Spacewatch               |
| 355587 | 2008 CE128             | 5 d'octubre de 2005    | Kitt Peak            | Spacewatch               |
| 355588 | 2008 CL133             | 8 de febrer de 2008    | Kitt Peak            | Spacewatch               |
| 355589 | 2008 CY135             | 8 de febrer de 2008    | Kitt Peak            | Spacewatch               |
| 355590 | 2008 CK140             | 30 de gener de 2008    | Mount Lemmon         | Mt. Lemmon Survey        |
| 355591 | 2008 CV142             | 8 de febrer de 2008    | Kitt Peak            | Spacewatch               |
| 355592 | 2008 CH147             | 9 de febrer de 2008    | Kitt Peak            | Spacewatch               |
| 355593 | 2008 CU153             | 9 de febrer de 2008    | Kitt Peak            | Spacewatch               |
| 355594 | 2008 CF168             | 11 de setembre de 2005 | Kitt Peak            | Spacewatch               |
| 355595 | 2008 CO179             | 6 de febrer de 2008    | Purple Mountain      | PMO NEO Survey Program   |
| 355596 | 2008 CF182             | 11 de febrer de 2008   | Mount Lemmon         | Mt. Lemmon Survey        |
| 355597 | 2008 CN185             | 6 de febrer de 2008    | Catalina             | CSS                      |
| 355598 | 2008 CO195             | 2 de febrer de 2008    | Kitt Peak            | Spacewatch               |
| 355599 | 2008 CF196             | 12 de febrer de 2008   | Mount Lemmon         | Mt. Lemmon Survey        |
| 355600 | 2008 CF199             | 13 de febrer de 2008   | Kitt Peak            | Spacewatch               |

## 355601-355700
| Nom    | Designació provisional | Data de descobriment   | Lloc de descobriment | Descobridor/s          |
| ------ | ---------------------- | ---------------------- | -------------------- | ---------------------- |
| 355601 | 2008 CW202             | 8 de febrer de 2008    | Kitt Peak            | Spacewatch             |
| 355602 | 2008 CL213             | 9 de febrer de 2008    | Mount Lemmon         | Mt. Lemmon Survey      |
| 355603 | 2008 CH215             | 13 de febrer de 2008   | Socorro              | LINEAR                 |
| 355604 | 2008 DO9               | 25 de febrer de 2008   | Kitt Peak            | Spacewatch             |
| 355605 | 2008 DG13              | 26 de febrer de 2008   | Kitt Peak            | Spacewatch             |
| 355606 | 2008 DU13              | 22 de gener de 2002    | Kitt Peak            | Spacewatch             |
| 355607 | 2008 DV24              | 19 de novembre de 2007 | Kitt Peak            | Spacewatch             |
| 355608 | 2008 DX25              | 29 de febrer de 2008   | Purple Mountain      | PMO NEO Survey Program |
| 355609 | 2008 DC27              | 29 de febrer de 2008   | Catalina             | Mt. Lemmon Survey      |
| 355610 | 2008 DF27              | 27 de febrer de 2008   | Mount Lemmon         | Mt. Lemmon Survey      |
| 355611 | 2008 DT32              | 27 de febrer de 2008   | Kitt Peak            | Spacewatch             |
| 355612 | 2008 DD33              | 27 de febrer de 2008   | Kitt Peak            | Spacewatch             |
| 355613 | 2008 DO33              | 20 de novembre de 2007 | Mount Lemmon         | Mt. Lemmon Survey      |
| 355614 | 2008 DN34              | 27 de febrer de 2008   | Catalina             | CSS                    |
| 355615 | 2008 DW35              | 27 de febrer de 2008   | Mount Lemmon         | Mt. Lemmon Survey      |
| 355616 | 2008 DT36              | 27 de febrer de 2008   | Mount Lemmon         | Mt. Lemmon Survey      |
| 355617 | 2008 DH37              | 27 de febrer de 2008   | Mount Lemmon         | Mt. Lemmon Survey      |
| 355618 | 2008 DZ38              | 27 de febrer de 2008   | Mount Lemmon         | Mt. Lemmon Survey      |
| 355619 | 2008 DV45              | 18 de febrer de 2008   | Mount Lemmon         | Mt. Lemmon Survey      |
| 355620 | 2008 DA48              | 28 de febrer de 2008   | Mount Lemmon         | Mt. Lemmon Survey      |
| 355621 | 2008 DS54              | 28 de febrer de 2008   | Catalina             | CSS                    |
| 355622 | 2008 DW59              | 27 de febrer de 2008   | Kitt Peak            | Spacewatch             |
| 355623 | 2008 DS66              | 29 de febrer de 2008   | Catalina             | CSS                    |
| 355624 | 2008 DW67              | 29 de febrer de 2008   | Kitt Peak            | Spacewatch             |
| 355625 | 2008 DG68              | 1 de desembre de 2006  | Mount Lemmon         | Mt. Lemmon Survey      |
| 355626 | 2008 DL72              | 26 de febrer de 2008   | Mount Lemmon         | Mt. Lemmon Survey      |
| 355627 | 2008 DU83              | 18 de febrer de 2008   | Mount Lemmon         | Mt. Lemmon Survey      |
| 355628 | 2008 DO85              | 28 de febrer de 2008   | Kitt Peak            | Spacewatch             |
| 355629 | 2008 DZ88              | 28 de febrer de 2008   | Kitt Peak            | Spacewatch             |
| 355630 | 2008 EB                | 1 de març de 2008      | Pla D'Arguines       | R. Ferrando            |
| 355631 | 2008 EX                | 3 de febrer de 2008    | Mount Lemmon         | Mt. Lemmon Survey      |
| 355632 | 2008 ES8               | 6 de març de 2008      | Pla D'Arguines       | R. Ferrando            |
| 355633 | 2008 EM15              | 1 de març de 2008      | Kitt Peak            | Spacewatch             |
| 355634 | 2008 EV17              | 1 de març de 2008      | Kitt Peak            | Spacewatch             |
| 355635 | 2008 EM23              | 3 de març de 2008      | Catalina             | CSS                    |
| 355636 | 2008 EM25              | 3 de març de 2008      | Purple Mountain      | PMO NEO Survey Program |
| 355637 | 2008 EX26              | 4 de març de 2008      | Catalina             | CSS                    |
| 355638 | 2008 ES29              | 4 de març de 2008      | Mount Lemmon         | Mt. Lemmon Survey      |
| 355639 | 2008 EM35              | 2 de març de 2008      | Mount Lemmon         | Mt. Lemmon Survey      |
| 355640 | 2008 EB40              | 4 de març de 2008      | Kitt Peak            | Spacewatch             |
| 355641 | 2008 EZ42              | 4 de març de 2008      | Mount Lemmon         | Mt. Lemmon Survey      |
| 355642 | 2008 EP43              | 5 de març de 2008      | Mount Lemmon         | Mt. Lemmon Survey      |
| 355643 | 2008 EH44              | 5 de març de 2008      | Kitt Peak            | Spacewatch             |
| 355644 | 2008 EU46              | 5 de març de 2008      | Mount Lemmon         | Mt. Lemmon Survey      |
| 355645 | 2008 EO49              | 27 de febrer de 2008   | Mount Lemmon         | Mt. Lemmon Survey      |
| 355646 | 2008 EF56              | 7 de març de 2008      | Mount Lemmon         | Mt. Lemmon Survey      |
| 355647 | 2008 EO57              | 17 de març de 1996     | Kitt Peak            | Spacewatch             |
| 355648 | 2008 EA60              | 8 de març de 2008      | Catalina             | CSS                    |
| 355649 | 2008 EH60              | 8 de març de 2008      | Catalina             | CSS                    |
| 355650 | 2008 EX63              | 9 de març de 2008      | Kitt Peak            | Spacewatch             |
| 355651 | 2008 EH66              | 9 de març de 2008      | Mount Lemmon         | Mt. Lemmon Survey      |
| 355652 | 2008 EW67              | 9 de març de 2008      | Mount Lemmon         | Mt. Lemmon Survey      |
| 355653 | 2008 EW68              | 11 de març de 2008     | Catalina             | CSS                    |
| 355654 | 2008 EN78              | 7 de març de 2008      | Kitt Peak            | Spacewatch             |
| 355655 | 2008 EL84              | 5 de març de 2008      | Mount Lemmon         | Mt. Lemmon Survey      |
| 355656 | 2008 EB86              | 7 de març de 2008      | Catalina             | CSS                    |
| 355657 | 2008 EA89              | 1 d'abril de 2003      | Kitt Peak            | L. H. Wasserman        |
| 355658 | 2008 ES89              | 10 de març de 2008     | Socorro              | LINEAR                 |
| 355659 | 2008 EY99              | 6 de març de 2008      | Catalina             | CSS                    |
| 355660 | 2008 EB110             | 7 de març de 2008      | Kitt Peak            | Spacewatch             |
| 355661 | 2008 EK111             | 8 de març de 2008      | Kitt Peak            | Spacewatch             |
| 355662 | 2008 EC114             | 8 de març de 2008      | Kitt Peak            | Spacewatch             |
| 355663 | 2008 EE114             | 8 de març de 2008      | Kitt Peak            | Spacewatch             |
| 355664 | 2008 EB118             | 9 de març de 2008      | Mount Lemmon         | Mt. Lemmon Survey      |
| 355665 | 2008 EH122             | 9 de març de 2008      | Kitt Peak            | Spacewatch             |
| 355666 | 2008 ET122             | 9 de març de 2008      | Kitt Peak            | Spacewatch             |
| 355667 | 2008 EK127             | 10 de març de 2008     | Kitt Peak            | Spacewatch             |
| 355668 | 2008 EM129             | 11 de març de 2008     | Kitt Peak            | Spacewatch             |
| 355669 | 2008 EN130             | 11 de març de 2008     | Kitt Peak            | Spacewatch             |
| 355670 | 2008 ET131             | 11 de març de 2008     | Kitt Peak            | Spacewatch             |
| 355671 | 2008 EK132             | 11 de març de 2008     | Catalina             | CSS                    |
| 355672 | 2008 EJ137             | 11 de març de 2008     | Kitt Peak            | Spacewatch             |
| 355673 | 2008 EB139             | 11 de març de 2008     | Kitt Peak            | Spacewatch             |
| 355674 | 2008 EB150             | 6 de març de 2008      | Mount Lemmon         | Mt. Lemmon Survey      |
| 355675 | 2008 EY153             | 15 de març de 2008     | Kitt Peak            | Spacewatch             |
| 355676 | 2008 EA158             | 1 de març de 2008      | Kitt Peak            | Spacewatch             |
| 355677 | 2008 EJ161             | 8 de març de 2008      | Kitt Peak            | Spacewatch             |
| 355678 | 2008 EV163             | 2 de març de 2008      | Catalina             | CSS                    |
| 355679 | 2008 EW165             | 4 de març de 2008      | Mount Lemmon         | Mt. Lemmon Survey      |
| 355680 | 2008 EE169             | 15 de març de 2008     | Mount Lemmon         | Mt. Lemmon Survey      |
| 355681 | 2008 FS2               | 25 de març de 2008     | Kitt Peak            | Spacewatch             |
| 355682 | 2008 FG4               | 25 de març de 2008     | Kitt Peak            | Spacewatch             |
| 355683 | 2008 FE7               | 28 de març de 2008     | Andrushivka          | Andrushivka            |
| 355684 | 2008 FE10              | 26 de març de 2008     | Kitt Peak            | Spacewatch             |
| 355685 | 2008 FG11              | 26 de març de 2008     | Mount Lemmon         | Mt. Lemmon Survey      |
| 355686 | 2008 FH12              | 26 de març de 2008     | Mount Lemmon         | Mt. Lemmon Survey      |
| 355687 | 2008 FB16              | 27 de març de 2008     | Kitt Peak            | Spacewatch             |
| 355688 | 2008 FV17              | 7 de febrer de 2008    | Kitt Peak            | Spacewatch             |
| 355689 | 2008 FN19              | 27 de març de 2008     | Mount Lemmon         | Mt. Lemmon Survey      |
| 355690 | 2008 FR21              | 27 de març de 2008     | Kitt Peak            | Spacewatch             |
| 355691 | 2008 FT26              | 27 de març de 2008     | Kitt Peak            | Spacewatch             |
| 355692 | 2008 FU27              | 27 de març de 2008     | Kitt Peak            | Spacewatch             |
| 355693 | 2008 FM31              | 28 de març de 2008     | Mount Lemmon         | Mt. Lemmon Survey      |
| 355694 | 2008 FD34              | 28 de març de 2008     | Mount Lemmon         | Mt. Lemmon Survey      |
| 355695 | 2008 FK41              | 28 de març de 2008     | Kitt Peak            | Spacewatch             |
| 355696 | 2008 FP41              | 28 de març de 2008     | Mount Lemmon         | Mt. Lemmon Survey      |
| 355697 | 2008 FC42              | 28 de març de 2008     | Mount Lemmon         | Mt. Lemmon Survey      |
| 355698 | 2008 FJ44              | 1 de març de 2008      | Kitt Peak            | Spacewatch             |
| 355699 | 2008 FX46              | 28 de març de 2008     | Mount Lemmon         | Mt. Lemmon Survey      |
| 355700 | 2008 FW50              | 28 de març de 2008     | Mount Lemmon         | Mt. Lemmon Survey      |

## 355701-355800
| Nom    | Designació provisional | Data de descobriment   | Lloc de descobriment | Descobridor/s          |
| ------ | ---------------------- | ---------------------- | -------------------- | ---------------------- |
| 355701 | 2008 FE58              | 28 de març de 2008     | Mount Lemmon         | Mt. Lemmon Survey      |
| 355702 | 2008 FG59              | 29 de març de 2008     | Mount Lemmon         | Mt. Lemmon Survey      |
| 355703 | 2008 FJ63              | 27 de març de 2008     | Kitt Peak            | Spacewatch             |
| 355704 | 2008 FW75              | 3 de març de 2008      | XuYi                 | PMO NEO Survey Program |
| 355705 | 2008 FC88              | 28 de març de 2008     | Mount Lemmon         | Mt. Lemmon Survey      |
| 355706 | 2008 FM88              | 28 de març de 2008     | Mount Lemmon         | Mt. Lemmon Survey      |
| 355707 | 2008 FC89              | 28 de març de 2008     | Mount Lemmon         | Mt. Lemmon Survey      |
| 355708 | 2008 FW93              | 29 de març de 2008     | Kitt Peak            | Spacewatch             |
| 355709 | 2008 FH104             | 30 de març de 2008     | Kitt Peak            | Spacewatch             |
| 355710 | 2008 FA108             | 31 de març de 2008     | Kitt Peak            | Spacewatch             |
| 355711 | 2008 FD122             | 31 de març de 2008     | Mount Lemmon         | Mt. Lemmon Survey      |
| 355712 | 2008 FL125             | 31 de març de 2008     | Kitt Peak            | Spacewatch             |
| 355713 | 2008 FY125             | 31 de març de 2008     | Catalina             | CSS                    |
| 355714 | 2008 FT127             | 26 de març de 2008     | Kitt Peak            | Spacewatch             |
| 355715 | 2008 FJ128             | 28 de març de 2008     | Kitt Peak            | Spacewatch             |
| 355716 | 2008 FQ130             | 30 de març de 2008     | Catalina             | CSS                    |
| 355717 | 2008 FJ135             | 28 de febrer de 2008   | Kitt Peak            | Spacewatch             |
| 355718 | 2008 FY135             | 31 de març de 2008     | Catalina             | CSS                    |
| 355719 | 2008 FK136             | 27 de març de 2008     | Kitt Peak            | Spacewatch             |
| 355720 | 2008 GG5               | 1 d'abril de 2008      | Kitt Peak            | Spacewatch             |
| 355721 | 2008 GT12              | 1 de setembre de 2005  | Kitt Peak            | Spacewatch             |
| 355722 | 2008 GN23              | 1 d'abril de 2008      | Mount Lemmon         | Mt. Lemmon Survey      |
| 355723 | 2008 GN31              | 3 d'abril de 2008      | Kitt Peak            | Spacewatch             |
| 355724 | 2008 GX31              | 3 d'abril de 2008      | Kitt Peak            | Spacewatch             |
| 355725 | 2008 GG35              | 3 d'abril de 2008      | Kitt Peak            | Spacewatch             |
| 355726 | 2008 GX52              | 5 d'abril de 2008      | Mount Lemmon         | Mt. Lemmon Survey      |
| 355727 | 2008 GP60              | 5 d'abril de 2008      | Catalina             | CSS                    |
| 355728 | 2008 GT69              | 6 d'abril de 2008      | Mount Lemmon         | Mt. Lemmon Survey      |
| 355729 | 2008 GX89              | 6 d'abril de 2008      | Mount Lemmon         | Mt. Lemmon Survey      |
| 355730 | 2008 GK96              | 8 d'abril de 2008      | Kitt Peak            | Spacewatch             |
| 355731 | 2008 GR110             | 3 d'abril de 2008      | Catalina             | CSS                    |
| 355732 | 2008 GC111             | 3 d'abril de 2008      | Catalina             | CSS                    |
| 355733 | 2008 GA112             | 1 d'abril de 2008      | Catalina             | CSS                    |
| 355734 | 2008 GF114             | 12 de febrer de 2008   | Mount Lemmon         | Mt. Lemmon Survey      |
| 355735 | 2008 GQ120             | 12 d'abril de 2008     | Catalina             | CSS                    |
| 355736 | 2008 GC122             | 13 d'abril de 2008     | Kitt Peak            | Spacewatch             |
| 355737 | 2008 GG143             | 29 de març de 2008     | Catalina             | CSS                    |
| 355738 | 2008 GN144             | 4 d'abril de 2008      | Catalina             | CSS                    |
| 355739 | 2008 HU                | 24 d'abril de 2008     | Mount Lemmon         | Mt. Lemmon Survey      |
| 355740 | 2008 HV3               | 28 d'abril de 2008     | La Sagra             | La Sagra               |
| 355741 | 2008 HX7               | 24 d'abril de 2008     | Kitt Peak            | Spacewatch             |
| 355742 | 2008 HA9               | 24 d'abril de 2008     | Kitt Peak            | Spacewatch             |
| 355743 | 2008 HK16              | 25 d'abril de 2008     | Kitt Peak            | Spacewatch             |
| 355744 | 2008 HB23              | 27 d'abril de 2008     | Kitt Peak            | Spacewatch             |
| 355745 | 2008 HS55              | 29 d'abril de 2008     | Kitt Peak            | Spacewatch             |
| 355746 | 2008 HW62              | 7 de setembre de 2004  | Kitt Peak            | Spacewatch             |
| 355747 | 2008 HJ63              | 29 d'abril de 2008     | Kitt Peak            | Spacewatch             |
| 355748 | 2008 HT63              | 7 d'abril de 2008      | Catalina             | CSS                    |
| 355749 | 2008 HE67              | 26 d'abril de 2008     | Kitt Peak            | Spacewatch             |
| 355750 | 2008 HS68              | 26 d'abril de 2008     | Kitt Peak            | Spacewatch             |
| 355751 | 2008 JO22              | 6 de maig de 2008      | Siding Spring        | Siding Spring Survey   |
| 355752 | 2008 JM35              | 4 de maig de 2008      | Siding Spring        | Siding Spring Survey   |
| 355753 | 2008 PB18              | 13 d'agost de 2008     | Pla D'Arguines       | R. Ferrando            |
| 355754 | 2008 QZ15              | 21 d'agost de 2008     | Kitt Peak            | Spacewatch             |
| 355755 | 2008 QS24              | 29 de juliol de 2008   | Kitt Peak            | Spacewatch             |
| 355756 | 2008 QL37              | 21 d'agost de 2008     | Kitt Peak            | Spacewatch             |
| 355757 | 2008 QR41              | 21 d'agost de 2008     | Kitt Peak            | Spacewatch             |
| 355758 | 2008 QM42              | 24 d'agost de 2008     | Kitt Peak            | Spacewatch             |
| 355759 | 2008 RE                | 1 de setembre de 2008  | Hibiscus             | S. F. Hoenig, N. Teamo |
| 355760 | 2008 RQ10              | 3 de setembre de 2008  | Kitt Peak            | Spacewatch             |
| 355761 | 2008 RH11              | 3 de setembre de 2008  | Kitt Peak            | Spacewatch             |
| 355762 | 2008 RQ21              | 4 de setembre de 2008  | Kitt Peak            | Spacewatch             |
| 355763 | 2008 RS31              | 2 de setembre de 2008  | Kitt Peak            | Spacewatch             |
| 355764 | 2008 RM33              | 2 de setembre de 2008  | Kitt Peak            | Spacewatch             |
| 355765 | 2008 RK37              | 2 de setembre de 2008  | Kitt Peak            | Spacewatch             |
| 355766 | 2008 RR38              | 2 de setembre de 2008  | Kitt Peak            | Spacewatch             |
| 355767 | 2008 RK45              | 2 de setembre de 2008  | Kitt Peak            | Spacewatch             |
| 355768 | 2008 RY57              | 3 de setembre de 2008  | Kitt Peak            | Spacewatch             |
| 355769 | 2008 RP62              | 4 de setembre de 2008  | Kitt Peak            | Spacewatch             |
| 355770 | 2008 RE80              | 11 de setembre de 2008 | Bergisch Gladbac     | W. Bickel              |
| 355771 | 2008 RD112             | 4 de setembre de 2008  | Kitt Peak            | Spacewatch             |
| 355772 | 2008 RQ117             | 9 de setembre de 2008  | Kitt Peak            | Spacewatch             |
| 355773 | 2008 RR120             | 7 de setembre de 2008  | Catalina             | CSS                    |
| 355774 | 2008 RA122             | 3 de setembre de 2008  | Kitt Peak            | Spacewatch             |
| 355775 | 2008 RK123             | 6 de setembre de 2008  | Kitt Peak            | Spacewatch             |
| 355776 | 2008 RM123             | 20 de febrer de 2002   | Kitt Peak            | Spacewatch             |
| 355777 | 2008 RV123             | 6 de setembre de 2008  | Mount Lemmon         | Mt. Lemmon Survey      |
| 355778 | 2008 RA125             | 7 de setembre de 2008  | Mount Lemmon         | Mt. Lemmon Survey      |
| 355779 | 2008 RY125             | 9 de setembre de 2008  | Mount Lemmon         | Mt. Lemmon Survey      |
| 355780 | 2008 RR126             | 4 de setembre de 2008  | Kitt Peak            | Spacewatch             |
| 355781 | 2008 RZ126             | 5 de setembre de 2008  | Kitt Peak            | Spacewatch             |
| 355782 | 2008 RY127             | 6 de setembre de 2008  | Kitt Peak            | Spacewatch             |
| 355783 | 2008 RZ137             | 5 de setembre de 2008  | Kitt Peak            | Spacewatch             |
| 355784 | 2008 RY139             | 7 de setembre de 2008  | Catalina             | CSS                    |
| 355785 | 2008 SC25              | 19 de setembre de 2001 | Socorro              | LINEAR                 |
| 355786 | 2008 SV41              | 20 de setembre de 2008 | Mount Lemmon         | Mt. Lemmon Survey      |
| 355787 | 2008 SM43              | 20 de setembre de 2008 | Kitt Peak            | Spacewatch             |
| 355788 | 2008 SX50              | 23 d'agost de 2008     | Kitt Peak            | Spacewatch             |
| 355789 | 2008 SA57              | 20 de setembre de 2008 | Kitt Peak            | Spacewatch             |
| 355790 | 2008 SZ65              | 21 de setembre de 2008 | Mount Lemmon         | Mt. Lemmon Survey      |
| 355791 | 2008 SW85              | 20 de setembre de 2008 | Kitt Peak            | Spacewatch             |
| 355792 | 2008 SN88              | 20 de setembre de 2008 | Kitt Peak            | Spacewatch             |
| 355793 | 2008 SZ93              | 21 de setembre de 2008 | Kitt Peak            | Spacewatch             |
| 355794 | 2008 SU105             | 21 de setembre de 2008 | Kitt Peak            | Spacewatch             |
| 355795 | 2008 SM112             | 22 de setembre de 2008 | Kitt Peak            | Spacewatch             |
| 355796 | 2008 SM125             | 22 de setembre de 2008 | Mount Lemmon         | Mt. Lemmon Survey      |
| 355797 | 2008 ST141             | 24 de setembre de 2008 | Catalina             | CSS                    |
| 355798 | 2008 SH153             | 22 de setembre de 2008 | Socorro              | LINEAR                 |
| 355799 | 2008 SO159             | 24 de setembre de 2008 | Socorro              | LINEAR                 |
| 355800 | 2008 SA165             | 28 de setembre de 2008 | Socorro              | LINEAR                 |

## 355801-355900
| Nom    | Designació provisional | Data de descobriment   | Lloc de descobriment | Descobridor/s     |
| ------ | ---------------------- | ---------------------- | -------------------- | ----------------- |
| 355801 | 2008 SY199             | 26 de setembre de 2008 | Kitt Peak            | Spacewatch        |
| 355802 | 2008 SA242             | 29 de setembre de 2008 | Catalina             | CSS               |
| 355803 | 2008 SB244             | 24 de setembre de 2008 | Kitt Peak            | Spacewatch        |
| 355804 | 2008 SF253             | 21 de setembre de 2008 | Kitt Peak            | Spacewatch        |
| 355805 | 2008 SS253             | 22 de setembre de 2008 | Kitt Peak            | Spacewatch        |
| 355806 | 2008 SZ259             | 23 de setembre de 2008 | Kitt Peak            | Spacewatch        |
| 355807 | 2008 SF269             | 21 de setembre de 2008 | Kitt Peak            | Spacewatch        |
| 355808 | 2008 SK275             | 23 de setembre de 2008 | Kitt Peak            | Spacewatch        |
| 355809 | 2008 SK277             | 24 de setembre de 2008 | Mount Lemmon         | Mt. Lemmon Survey |
| 355810 | 2008 SX279             | 4 d'abril de 2003      | Kitt Peak            | Spacewatch        |
| 355811 | 2008 SM284             | 24 de setembre de 2008 | Kitt Peak            | Spacewatch        |
| 355812 | 2008 TE22              | 1 d'octubre de 2008    | Mount Lemmon         | Mt. Lemmon Survey |
| 355813 | 2008 TZ23              | 2 d'octubre de 2008    | Kitt Peak            | Spacewatch        |
| 355814 | 2008 TU37              | 1 d'octubre de 2008    | Mount Lemmon         | Mt. Lemmon Survey |
| 355815 | 2008 TZ45              | 1 d'octubre de 2008    | Kitt Peak            | Spacewatch        |
| 355816 | 2008 TN58              | 2 d'octubre de 2008    | Kitt Peak            | Spacewatch        |
| 355817 | 2008 TU74              | 2 d'octubre de 2008    | Kitt Peak            | Spacewatch        |
| 355818 | 2008 TL76              | 2 d'octubre de 2008    | Mount Lemmon         | Mt. Lemmon Survey |
| 355819 | 2008 TB83              | 3 d'octubre de 2008    | La Sagra             | La Sagra          |
| 355820 | 2008 TY96              | 6 d'octubre de 2008    | Kitt Peak            | Spacewatch        |
| 355821 | 2008 TK98              | 6 d'octubre de 2008    | Kitt Peak            | Spacewatch        |
| 355822 | 2008 TY106             | 3 de setembre de 2008  | Kitt Peak            | Spacewatch        |
| 355823 | 2008 TS110             | 6 d'octubre de 2008    | Catalina             | CSS               |
| 355824 | 2008 TR115             | 6 d'octubre de 2008    | Catalina             | CSS               |
| 355825 | 2008 TZ115             | 6 d'octubre de 2008    | Mount Lemmon         | Mt. Lemmon Survey |
| 355826 | 2008 TJ127             | 8 d'octubre de 2008    | Mount Lemmon         | Mt. Lemmon Survey |
| 355827 | 2008 TC157             | 10 d'octubre de 2008   | Kitt Peak            | Spacewatch        |
| 355828 | 2008 TZ162             | 1 d'octubre de 2008    | Kitt Peak            | Spacewatch        |
| 355829 | 2008 TH170             | 8 d'octubre de 2008    | Kitt Peak            | Spacewatch        |
| 355830 | 2008 TS174             | 21 de març de 2002     | Kitt Peak            | Spacewatch        |
| 355831 | 2008 TJ177             | 2 d'octubre de 2008    | Catalina             | CSS               |
| 355832 | 2008 TX183             | 3 d'octubre de 2008    | Socorro              | LINEAR            |
| 355833 | 2008 TL186             | 7 d'octubre de 2008    | Catalina             | CSS               |
| 355834 | 2008 UY6               | 25 d'octubre de 2008   | Goodricke-Pigott     | R. A. Tucker      |
| 355835 | 2008 UW9               | 17 d'octubre de 2008   | Kitt Peak            | Spacewatch        |
| 355836 | 2008 UN15              | 21 de setembre de 2008 | Kitt Peak            | Spacewatch        |
| 355837 | 2008 UF33              | 20 d'octubre de 2008   | Kitt Peak            | Spacewatch        |
| 355838 | 2008 UQ42              | 20 d'octubre de 2008   | Kitt Peak            | Spacewatch        |
| 355839 | 2008 UX47              | 20 d'octubre de 2008   | Kitt Peak            | Spacewatch        |
| 355840 | 2008 UW51              | 20 d'octubre de 2008   | Kitt Peak            | Spacewatch        |
| 355841 | 2008 UW52              | 24 de setembre de 2008 | Mount Lemmon         | Mt. Lemmon Survey |
| 355842 | 2008 UU55              | 21 d'octubre de 2008   | Kitt Peak            | Spacewatch        |
| 355843 | 2008 UD90              | 25 d'octubre de 2008   | Dauban               | F. Kugel          |
| 355844 | 2008 UJ91              | 27 d'octubre de 2008   | Socorro              | LINEAR            |
| 355845 | 2008 US98              | 7 de setembre de 2008  | Catalina             | CSS               |
| 355846 | 2008 UH103             | 23 de setembre de 2008 | Kitt Peak            | Spacewatch        |
| 355847 | 2008 UH104             | 20 d'octubre de 2008   | Mount Lemmon         | Mt. Lemmon Survey |
| 355848 | 2008 UW108             | 21 d'octubre de 2008   | Kitt Peak            | Spacewatch        |
| 355849 | 2008 UM109             | 24 d'agost de 2008     | Kitt Peak            | Spacewatch        |
| 355850 | 2008 UR131             | 23 d'octubre de 2008   | Kitt Peak            | Spacewatch        |
| 355851 | 2008 UK151             | 23 d'octubre de 2008   | Kitt Peak            | Spacewatch        |
| 355852 | 2008 UB157             | 23 d'octubre de 2008   | Mount Lemmon         | Mt. Lemmon Survey |
| 355853 | 2008 UH159             | 23 d'octubre de 2008   | Mount Lemmon         | Mt. Lemmon Survey |
| 355854 | 2008 UM182             | 24 d'octubre de 2008   | Mount Lemmon         | Mt. Lemmon Survey |
| 355855 | 2008 UY198             | 27 d'octubre de 2008   | Socorro              | LINEAR            |
| 355856 | 2008 UQ224             | 25 d'octubre de 2008   | Kitt Peak            | Spacewatch        |
| 355857 | 2008 UT230             | 26 d'octubre de 2008   | Kitt Peak            | Spacewatch        |
| 355858 | 2008 UD245             | 26 d'octubre de 2008   | Kitt Peak            | Spacewatch        |
| 355859 | 2008 UN248             | 26 d'octubre de 2008   | Kitt Peak            | Spacewatch        |
| 355860 | 2008 UR254             | 27 d'octubre de 2008   | Kitt Peak            | Spacewatch        |
| 355861 | 2008 UQ258             | 27 d'octubre de 2008   | Kitt Peak            | Spacewatch        |
| 355862 | 2008 UK272             | 28 d'octubre de 2008   | Kitt Peak            | Spacewatch        |
| 355863 | 2008 UD273             | 29 de setembre de 2008 | Mount Lemmon         | Mt. Lemmon Survey |
| 355864 | 2008 UT290             | 28 d'octubre de 2008   | Kitt Peak            | Spacewatch        |
| 355865 | 2008 UA291             | 28 d'octubre de 2008   | Kitt Peak            | Spacewatch        |
| 355866 | 2008 UY308             | 30 d'octubre de 2008   | Kitt Peak            | Spacewatch        |
| 355867 | 2008 UM312             | 30 d'octubre de 2008   | Kitt Peak            | Spacewatch        |
| 355868 | 2008 UO316             | 30 d'octubre de 2008   | Kitt Peak            | Spacewatch        |
| 355869 | 2008 UW329             | 31 d'octubre de 2008   | Kitt Peak            | Spacewatch        |
| 355870 | 2008 US353             | 20 d'octubre de 2008   | Kitt Peak            | Spacewatch        |
| 355871 | 2008 UU354             | 27 d'octubre de 2008   | Mount Lemmon         | Mt. Lemmon Survey |
| 355872 | 2008 UW361             | 10 d'octubre de 2008   | Mount Lemmon         | Mt. Lemmon Survey |
| 355873 | 2008 VK2               | 2 de novembre de 2008  | Socorro              | LINEAR            |
| 355874 | 2008 VY23              | 1 de novembre de 2008  | Kitt Peak            | Spacewatch        |
| 355875 | 2008 VU24              | 1 de novembre de 2008  | Kitt Peak            | Spacewatch        |
| 355876 | 2008 VK25              | 2 de novembre de 2008  | Kitt Peak            | Spacewatch        |
| 355877 | 2008 VM28              | 2 de novembre de 2008  | Catalina             | CSS               |
| 355878 | 2008 VH32              | 2 de novembre de 2008  | Mount Lemmon         | Mt. Lemmon Survey |
| 355879 | 2008 VR39              | 2 de novembre de 2008  | Kitt Peak            | Spacewatch        |
| 355880 | 2008 VO41              | 23 de setembre de 2008 | Catalina             | CSS               |
| 355881 | 2008 VD51              | 4 de novembre de 2008  | Kitt Peak            | Spacewatch        |
| 355882 | 2008 VP66              | 3 de novembre de 2008  | Catalina             | CSS               |
| 355883 | 2008 VU71              | 8 de novembre de 2008  | Mount Lemmon         | Mt. Lemmon Survey |
| 355884 | 2008 VJ74              | 7 de novembre de 2008  | Kitt Peak            | Spacewatch        |
| 355885 | 2008 WG4               | 17 de novembre de 2008 | Kitt Peak            | Spacewatch        |
| 355886 | 2008 WW4               | 17 de novembre de 2008 | Kitt Peak            | Spacewatch        |
| 355887 | 2008 WL11              | 18 de novembre de 2008 | Catalina             | CSS               |
| 355888 | 2008 WB42              | 31 d'octubre de 2008   | Kitt Peak            | Spacewatch        |
| 355889 | 2008 WK43              | 17 de novembre de 2008 | Kitt Peak            | Spacewatch        |
| 355890 | 2008 WD46              | 17 de novembre de 2008 | Kitt Peak            | Spacewatch        |
| 355891 | 2008 WE46              | 17 de novembre de 2008 | Kitt Peak            | Spacewatch        |
| 355892 | 2008 WL46              | 17 de novembre de 2008 | Kitt Peak            | Spacewatch        |
| 355893 | 2008 WB48              | 6 de novembre de 2008  | Mount Lemmon         | Mt. Lemmon Survey |
| 355894 | 2008 WA50              | 27 de setembre de 2008 | Mount Lemmon         | Mt. Lemmon Survey |
| 355895 | 2008 WB50              | 18 de novembre de 2008 | Kitt Peak            | Spacewatch        |
| 355896 | 2008 WH50              | 18 de novembre de 2008 | Kitt Peak            | Spacewatch        |
| 355897 | 2008 WW61              | 22 de novembre de 2008 | La Sagra             | La Sagra          |
| 355898 | 2008 WT66              | 18 de novembre de 2008 | Kitt Peak            | Spacewatch        |
| 355899 | 2008 WR67              | 18 de novembre de 2008 | Kitt Peak            | Spacewatch        |
| 355900 | 2008 WQ68              | 18 de novembre de 2008 | Kitt Peak            | Spacewatch        |

## 355901-356000
| Nom    | Designació provisional | Data de descobriment   | Lloc de descobriment | Descobridor/s     |
| ------ | ---------------------- | ---------------------- | -------------------- | ----------------- |
| 355901 | 2008 WN72              | 19 de novembre de 2008 | Mount Lemmon         | Mt. Lemmon Survey |
| 355902 | 2008 WO73              | 19 de novembre de 2008 | Mount Lemmon         | Mt. Lemmon Survey |
| 355903 | 2008 WS90              | 23 de novembre de 2008 | La Sagra             | La Sagra          |
| 355904 | 2008 WY102             | 27 de novembre de 2008 | La Sagra             | La Sagra          |
| 355905 | 2008 WA104             | 30 de novembre de 2008 | Catalina             | CSS               |
| 355906 | 2008 WB113             | 30 de novembre de 2008 | Kitt Peak            | Spacewatch        |
| 355907 | 2008 WQ120             | 22 de novembre de 2008 | Kitt Peak            | Spacewatch        |
| 355908 | 2008 XE12              | 2 de desembre de 2008  | Mount Lemmon         | Mt. Lemmon Survey |
| 355909 | 2008 XV20              | 1 de desembre de 2008  | Kitt Peak            | Spacewatch        |
| 355910 | 2008 XQ33              | 2 de desembre de 2008  | Kitt Peak            | Spacewatch        |
| 355911 | 2008 XM35              | 2 de desembre de 2008  | Kitt Peak            | Spacewatch        |
| 355912 | 2008 XF43              | 3 de novembre de 2004  | Palomar              | NEAT              |
| 355913 | 2008 XW44              | 3 de desembre de 2008  | Catalina             | CSS               |
| 355914 | 2008 XR48              | 4 de desembre de 2008  | Kitt Peak            | Spacewatch        |
| 355915 | 2008 XQ49              | 3 de desembre de 2008  | Mount Lemmon         | Mt. Lemmon Survey |
| 355916 | 2008 YL1               | 20 de desembre de 2008 | La Sagra             | La Sagra          |
| 355917 | 2008 YT2               | 21 de desembre de 2008 | Mayhill              | A. Lowe           |
| 355918 | 2008 YF5               | 20 de novembre de 2008 | Kitt Peak            | Spacewatch        |
| 355919 | 2008 YD13              | 21 de desembre de 2008 | Kitt Peak            | Spacewatch        |
| 355920 | 2008 YQ13              | 21 de desembre de 2008 | Mount Lemmon         | Mt. Lemmon Survey |
| 355921 | 2008 YC15              | 30 de novembre de 2008 | Kitt Peak            | Spacewatch        |
| 355922 | 2008 YU20              | 21 de desembre de 2008 | Mount Lemmon         | Mt. Lemmon Survey |
| 355923 | 2008 YN25              | 24 de desembre de 2008 | Piszkesteto          | K. Sarneczky      |
| 355924 | 2008 YS29              | 29 de desembre de 2008 | Tzec Maun            | F. Tozzi          |
| 355925 | 2008 YA38              | 27 de desembre de 2008 | Bergisch Gladbac     | W. Bickel         |
| 355926 | 2008 YN42              | 29 de desembre de 2008 | Kitt Peak            | Spacewatch        |
| 355927 | 2008 YN46              | 29 de desembre de 2008 | Mount Lemmon         | Mt. Lemmon Survey |
| 355928 | 2008 YO47              | 24 de març de 2006     | Kitt Peak            | Spacewatch        |
| 355929 | 2008 YP48              | 29 de desembre de 2008 | Mount Lemmon         | Mt. Lemmon Survey |
| 355930 | 2008 YX48              | 29 de desembre de 2008 | Mount Lemmon         | Mt. Lemmon Survey |
| 355931 | 2008 YU49              | 29 de desembre de 2008 | Mount Lemmon         | Mt. Lemmon Survey |
| 355932 | 2008 YU51              | 29 de desembre de 2008 | Mount Lemmon         | Mt. Lemmon Survey |
| 355933 | 2008 YC55              | 29 de desembre de 2008 | Mount Lemmon         | Mt. Lemmon Survey |
| 355934 | 2008 YT56              | 11 de novembre de 2004 | Kitt Peak            | Spacewatch        |
| 355935 | 2008 YV58              | 30 de desembre de 2008 | Kitt Peak            | Spacewatch        |
| 355936 | 2008 YV70              | 5 de maig de 2006      | Anderson Mesa        | LONEOS            |
| 355937 | 2008 YU71              | 30 de desembre de 2008 | Kitt Peak            | Spacewatch        |
| 355938 | 2008 YJ74              | 30 de desembre de 2008 | Kitt Peak            | Spacewatch        |
| 355939 | 2008 YJ78              | 30 de desembre de 2008 | Mount Lemmon         | Mt. Lemmon Survey |
| 355940 | 2008 YG79              | 30 de desembre de 2008 | Mount Lemmon         | Mt. Lemmon Survey |
| 355941 | 2008 YG88              | 29 de desembre de 2008 | Kitt Peak            | Spacewatch        |
| 355942 | 2008 YM93              | 29 de desembre de 2008 | Kitt Peak            | Spacewatch        |
| 355943 | 2008 YQ99              | 29 de desembre de 2008 | Kitt Peak            | Spacewatch        |
| 355944 | 2008 YD103             | 29 de desembre de 2008 | Kitt Peak            | Spacewatch        |
| 355945 | 2008 YY104             | 29 de desembre de 2008 | Kitt Peak            | Spacewatch        |
| 355946 | 2008 YU106             | 29 de desembre de 2008 | Kitt Peak            | Spacewatch        |
| 355947 | 2008 YW107             | 29 de desembre de 2008 | Kitt Peak            | Spacewatch        |
| 355948 | 2008 YX115             | 29 de desembre de 2008 | Kitt Peak            | Spacewatch        |
| 355949 | 2008 YQ125             | 30 de desembre de 2008 | Kitt Peak            | Spacewatch        |
| 355950 | 2008 YZ125             | 30 de desembre de 2008 | Kitt Peak            | Spacewatch        |
| 355951 | 2008 YD126             | 30 de desembre de 2008 | Kitt Peak            | Spacewatch        |
| 355952 | 2008 YW126             | 30 de desembre de 2008 | Kitt Peak            | Spacewatch        |
| 355953 | 2008 YO127             | 30 de desembre de 2008 | Kitt Peak            | Spacewatch        |
| 355954 | 2008 YW128             | 31 de desembre de 2008 | Kitt Peak            | Spacewatch        |
| 355955 | 2008 YQ141             | 30 de desembre de 2008 | Kitt Peak            | Spacewatch        |
| 355956 | 2008 YZ144             | 30 de desembre de 2008 | Kitt Peak            | Spacewatch        |
| 355957 | 2008 YB149             | 31 de desembre de 2008 | Kitt Peak            | Spacewatch        |
| 355958 | 2008 YO149             | 21 de desembre de 2008 | Mount Lemmon         | Mt. Lemmon Survey |
| 355959 | 2008 YO152             | 29 de desembre de 2008 | Mount Lemmon         | Mt. Lemmon Survey |
| 355960 | 2008 YR153             | 21 de desembre de 2008 | Mount Lemmon         | Mt. Lemmon Survey |
| 355961 | 2008 YP155             | 22 de desembre de 2008 | Kitt Peak            | Spacewatch        |
| 355962 | 2008 YT155             | 22 de desembre de 2008 | Kitt Peak            | Spacewatch        |
| 355963 | 2008 YR157             | 29 de desembre de 2008 | Kitt Peak            | Spacewatch        |
| 355964 | 2008 YO164             | 29 de desembre de 2008 | Mount Lemmon         | Mt. Lemmon Survey |
| 355965 | 2008 YJ167             | 21 de desembre de 2008 | Socorro              | LINEAR            |
| 355966 | 2008 YP167             | 21 de desembre de 2008 | Catalina             | CSS               |
| 355967 | 2008 YH172             | 31 de desembre de 2008 | Kitt Peak            | Spacewatch        |
| 355968 | 2009 AF1               | 8 de novembre de 2008  | Mount Lemmon         | Mt. Lemmon Survey |
| 355969 | 2009 AA5               | 14 de novembre de 1999 | Socorro              | LINEAR            |
| 355970 | 2009 AQ8               | 24 d'octubre de 2008   | Mount Lemmon         | Mt. Lemmon Survey |
| 355971 | 2009 AN13              | 2 de gener de 2009     | Mount Lemmon         | Mt. Lemmon Survey |
| 355972 | 2009 AB17              | 2 de gener de 2009     | Mount Lemmon         | Mt. Lemmon Survey |
| 355973 | 2009 AR19              | 2 de gener de 2009     | Mount Lemmon         | Mt. Lemmon Survey |
| 355974 | 2009 AD20              | 2 de gener de 2009     | Mount Lemmon         | Mt. Lemmon Survey |
| 355975 | 2009 AH22              | 3 de gener de 2009     | Kitt Peak            | Spacewatch        |
| 355976 | 2009 AM24              | 3 de gener de 2009     | Kitt Peak            | Spacewatch        |
| 355977 | 2009 AG27              | 22 de desembre de 2008 | Kitt Peak            | Spacewatch        |
| 355978 | 2009 AA28              | 2 de gener de 2009     | Mount Lemmon         | Mt. Lemmon Survey |
| 355979 | 2009 AH28              | 8 de gener de 2009     | Kitt Peak            | Spacewatch        |
| 355980 | 2009 AA39              | 15 de gener de 2009    | Kitt Peak            | Spacewatch        |
| 355981 | 2009 AF39              | 22 de desembre de 2008 | Mount Lemmon         | Mt. Lemmon Survey |
| 355982 | 2009 AW42              | 2 de gener de 2009     | Mount Lemmon         | Mt. Lemmon Survey |
| 355983 | 2009 AT43              | 2 de gener de 2009     | Mount Lemmon         | Mt. Lemmon Survey |
| 355984 | 2009 AM44              | 3 de gener de 2009     | Mount Lemmon         | Mt. Lemmon Survey |
| 355985 | 2009 AV44              | 8 de gener de 2009     | Kitt Peak            | Spacewatch        |
| 355986 | 2009 AL47              | 2 de gener de 2009     | Mount Lemmon         | Mt. Lemmon Survey |
| 355987 | 2009 AC50              | 3 de gener de 2009     | Mount Lemmon         | Mt. Lemmon Survey |
| 355988 | 2009 AJ50              | 3 de gener de 2009     | Kitt Peak            | Spacewatch        |
| 355989 | 2009 BX4               | 26 d'octubre de 2008   | Mount Lemmon         | Mt. Lemmon Survey |
| 355990 | 2009 BG7               | 14 de setembre de 2007 | Mount Lemmon         | Mt. Lemmon Survey |
| 355991 | 2009 BX7               | 21 de gener de 2009    | Mayhill              | A. Lowe           |
| 355992 | 2009 BW10              | 25 de gener de 2009    | Mayhill              | A. Lowe           |
| 355993 | 2009 BW11              | 20 de gener de 2009    | Socorro              | LINEAR            |
| 355994 | 2009 BL14              | 29 de gener de 2009    | Mayhill              | A. Lowe           |
| 355995 | 2009 BL17              | 17 de gener de 2009    | Mount Lemmon         | Mt. Lemmon Survey |
| 355996 | 2009 BE25              | 13 de gener de 2005    | Kitt Peak            | Spacewatch        |
| 355997 | 2009 BQ26              | 16 de gener de 2009    | Kitt Peak            | Spacewatch        |
| 355998 | 2009 BS50              | 16 de gener de 2009    | Mount Lemmon         | Mt. Lemmon Survey |
| 355999 | 2009 BA51              | 16 de gener de 2009    | Mount Lemmon         | Mt. Lemmon Survey |
| 356000 | 2009 BO55              | 30 de desembre de 2008 | Mount Lemmon         | Mt. Lemmon Survey |